# Championnat d'Europe masculin de handball 2010
Navigation
Norvège 2008 Serbie 2012
Le Championnat d'Europe masculin de handball 2010 est la neuvième édition de la compétition, organisée par la Fédération européenne de handball (EHF) et qui met aux prises les meilleures équipes nationales masculines européennes de handball. L'édition 2010 du championnat d'Europe s'est déroulée du 19 au 31 janvier 2010 en Autriche.
Elle a été remportée par la France, qui réalise un triplé inédit après avoir gagné les Jeux olympiques en 2008 et le Championnat du monde en 2009. La Croatie et l'Islande remportent les médailles respectivement d'argent et de bronze.

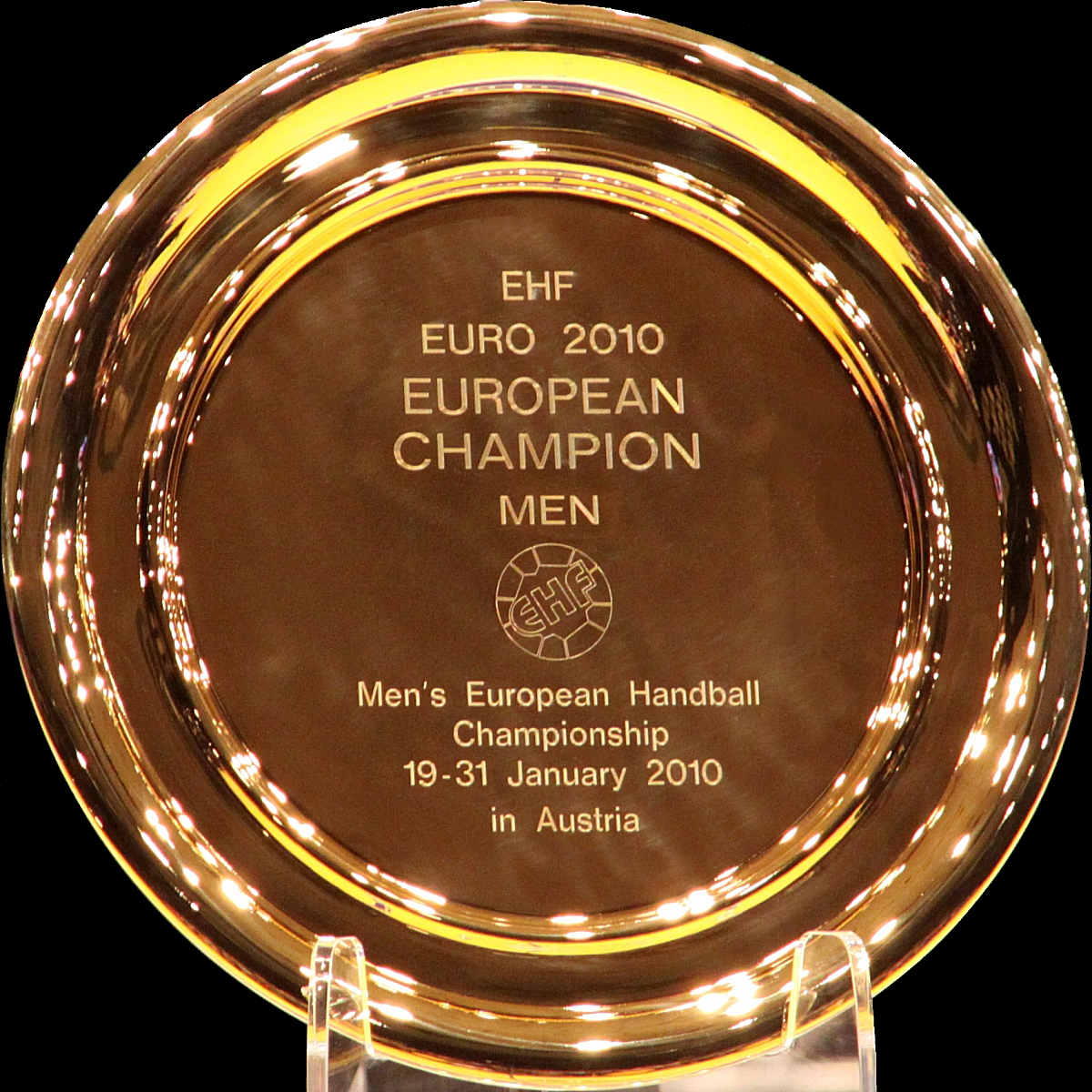
Le Trophée du Championnat d'Europe masculin de handball 2010

## Présentation

### Lieux de compétition
Cinq sites accueillent la compétition : 
| Ville                                      | Salle                | Capacité      | Matchs                 | Localisation                                     |
| ------------------------------------------ | -------------------- | ------------- | ---------------------- | ------------------------------------------------ |
| Graz                                       | Stadthalle Graz (en) | 5 000 places  | Groupe A               | \| Graz Innsbruck Linz Vienne Wiener Neustadt \| |
| Innsbruck                                  | Olympiahalle         | 8 200 places  | Groupe C, II           | \| Graz Innsbruck Linz Vienne Wiener Neustadt \| |
| Linz                                       | Intersport Arena     | 6 000 places  | Groupe B               | \| Graz Innsbruck Linz Vienne Wiener Neustadt \| |
| Vienne                                     | Wiener Stadthalle    | 11 000 places | Groupe I, phase finale | \| Graz Innsbruck Linz Vienne Wiener Neustadt \| |
| Wiener Neustadt                            | Arena Nova           | 3 800 places  | Groupe D               | \| Graz Innsbruck Linz Vienne Wiener Neustadt \| |
| Graz Innsbruck Linz Vienne Wiener Neustadt |                      |               |                        |                                                  |

### Qualifications
Deux équipes sont directement qualifiées
- Autriche : en tant que pays organisateur.
- Danemark : en tant que tenant du titre

Les quatorze autres équipes se sont qualifiées après une phase de poules. Les deux premières équipes de chacune des sept poules sont qualifiées. Le tirage au sort des poules a eu lieu le 18 avril 2008.
| Groupe 1   | Pts |
| ---------- | --- |
| Suède      | 14  |
| Pologne    | 11  |
| Monténégro | 8   |
| Roumanie   | 7   |
| Turquie    | 0   |

| Groupe 2   | Pts |
| ---------- | --- |
| Russie     | 18  |
| Serbie     | 15  |
| Bosnie-H.  | 13  |
| Suisse     | 9   |
| Italie     | 5   |
| Îles Féroé | 0   |

| Groupe 3  | Pts |
| --------- | --- |
| Islande   | 13  |
| Norvège   | 12  |
| Macédoine | 9   |
| Estonie   | 6   |
| Belgique  | 0   |

| Groupe 4  | Pts |
| --------- | --- |
| Croatie   | 14  |
| Hongrie   | 12  |
| Slovaquie | 8   |
| Grèce     | 6   |
| Finlande  | 0   |

| Groupe 5    | Pts |
| ----------- | --- |
| Allemagne   | 16  |
| Slovénie    | 12  |
| Biélorussie | 8   |
| Israël      | 4   |
| Bulgarie    | 0   |

| Groupe 6     | Pts |
| ------------ | --- |
| France       | 12  |
| Rép. tchèque | 12  |
| Portugal     | 10  |
| Lettonie     | 6   |
| Luxembourg   | 0   |

| Groupe 7 | Pts |
| -------- | --- |
| Espagne  | 14  |
| Ukraine  | 10  |
| Pays-Bas | 8   |
| Lituanie | 8   |
| Chypre   | 0   |

### Équipes participantes et groupes

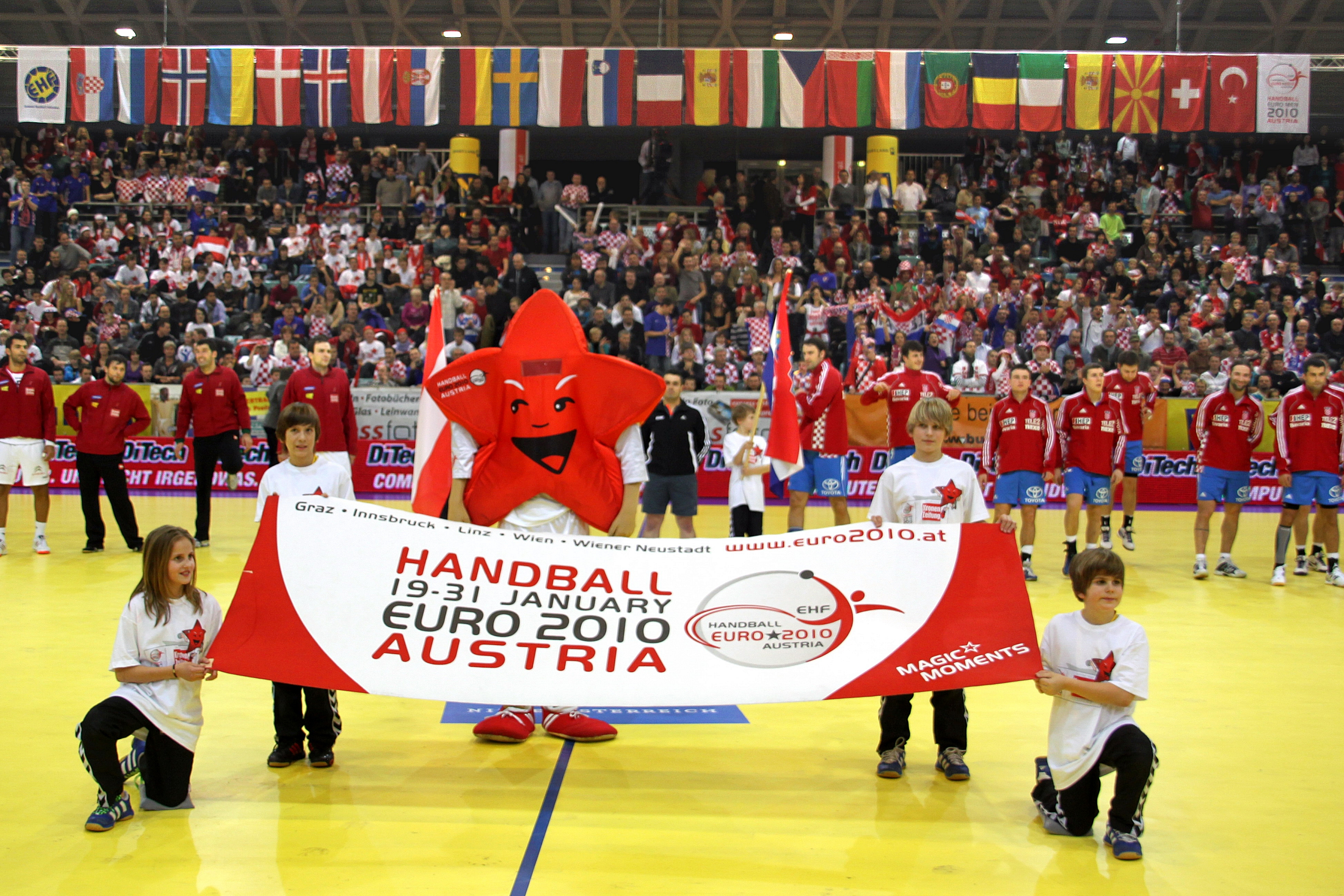
Logo et la mascotte de la compétition.

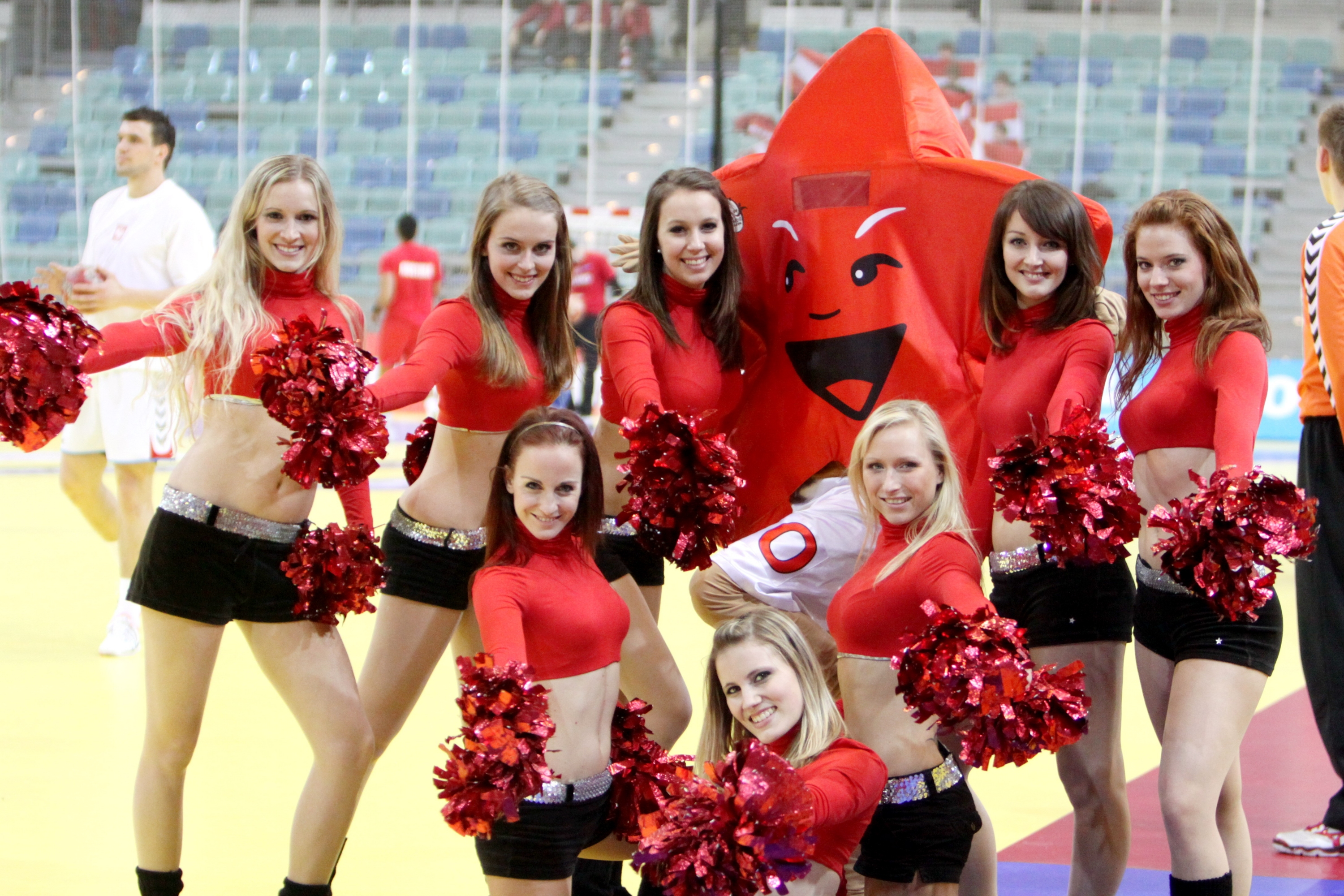
La mascotte entourée par les pom-pom girls.

Le tirage au sort des groupes a eu lieu le 24 juin 2009 au Liechtenstein Museum de Vienne.
Le Danemark, la Croatie, la France et l'Allemagne sont têtes de série pour avoir terminé aux quatre premières places de l'Euro 2008.

## Tour préliminaire
Les trois premiers classés de chaque groupe sont qualifiés pour le tour principal et conservent les points acquis contre les deux autres équipes qualifiées.
- Qualifié pour le tour principal.
- Éliminé.

### Groupe A
Tous les matchs ont lieu dans la Stadthalle de Graz :
|   | Équipe  | Pts | J | G | N | P | Bp | Bc | Diff |
| - | ------- | --- | - | - | - | - | -- | -- | ---- |
| 1 | Croatie | 6   | 3 | 3 | 0 | 0 | 83 | 76 | 7    |
| 2 | Norvège | 4   | 3 | 2 | 0 | 1 | 82 | 78 | 4    |
| 3 | Russie  | 2   | 3 | 1 | 0 | 2 | 89 | 91 | -2   |
| 4 | Ukraine | 0   | 3 | 0 | 0 | 3 | 87 | 96 | -9   |

| Date              | Équipe 1 | Score   | Équipe  |
| ----------------- | -------- | ------- | ------- |
| 19 janvier, 18h10 | Russie   | 37 – 33 | Ukraine |
| 19 janvier, 20h10 | Croatie  | 25 – 23 | Norvège |
| 21 janvier, 18h10 | Ukraine  | 25 – 28 | Croatie |
| 21 janvier, 20h10 | Norvège  | 28 – 24 | Russie  |
| 23 janvier, 18h10 | Croatie  | 30 – 28 | Russie  |
| 23 janvier, 20h10 | Norvège  | 31 – 29 | Ukraine |

### Groupe B
Tous les matchs ont lieu dans l'Intersport Arena de Linz :
|   | Équipe   | Pts | J | G | N | P | Bp  | Bc  | Diff |
| - | -------- | --- | - | - | - | - | --- | --- | ---- |
| 1 | Islande  | 4   | 3 | 1 | 2 | 0 | 93  | 88  | 5    |
| 2 | Danemark | 4   | 3 | 2 | 0 | 1 | 83  | 79  | 4    |
| 3 | Autriche | 3   | 3 | 1 | 1 | 1 | 103 | 101 | 2    |
| 4 | Serbie   | 1   | 3 | 0 | 1 | 2 | 83  | 94  | -11  |

| Date              | Équipe 1 | Score   | Équipe   |
| ----------------- | -------- | ------- | -------- |
| 19 janvier, 18h00 | Danemark | 33 – 29 | Autriche |
| 19 janvier, 20h15 | Islande  | 29 – 29 | Serbie   |
| 21 janvier, 18h00 | Autriche | 37 – 37 | Islande  |
| 21 janvier, 20h15 | Serbie   | 23 – 28 | Danemark |
| 23 janvier, 18h00 | Autriche | 37 – 31 | Serbie   |
| 23 janvier, 20h15 | Danemark | 22 – 27 | Islande  |

### Groupe C
Tous les matchs ont lieu dans l'Olympiahalle d'Innsbruck :
|   | Équipe    | Pts | J | G | N | P | Bp | Bc | Diff |
| - | --------- | --- | - | - | - | - | -- | -- | ---- |
| 1 | Pologne   | 5   | 3 | 2 | 1 | 0 | 84 | 79 | 5    |
| 2 | Slovénie  | 4   | 3 | 1 | 2 | 0 | 91 | 89 | 2    |
| 3 | Allemagne | 3   | 3 | 1 | 1 | 1 | 89 | 90 | -1   |
| 4 | Suède     | 0   | 3 | 0 | 0 | 3 | 78 | 84 | -6   |

| Date              | Équipe 1  | Score   | Équipe    |
| ----------------- | --------- | ------- | --------- |
| 19 janvier, 18h30 | Allemagne | 25 – 27 | Pologne   |
| 19 janvier, 20h30 | Suède     | 25 – 27 | Slovénie  |
| 20 janvier, 18h30 | Slovénie  | 34 – 34 | Allemagne |
| 20 janvier, 20h30 | Pologne   | 27 – 24 | Suède     |
| 22 janvier, 18h15 | Allemagne | 30 – 29 | Suède     |
| 22 janvier, 20h15 | Pologne   | 30 – 30 | Slovénie  |

### Groupe D
Tous les matchs ont lieu dans l'Arena Nova de Wiener Neustadt :
|   | Équipe       | Pts | J | G | N | P | Bp | Bc | Diff |
| - | ------------ | --- | - | - | - | - | -- | -- | ---- |
| 1 | Espagne      | 5   | 3 | 2 | 1 | 0 | 95 | 74 | 21   |
| 2 | France       | 4   | 3 | 1 | 2 | 0 | 74 | 73 | 1    |
| 3 | Rép. tchèque | 2   | 3 | 1 | 0 | 2 | 78 | 84 | -6   |
| 4 | Hongrie      | 1   | 3 | 0 | 1 | 2 | 80 | 96 | -16  |

| Date              | Équipe 1     | Score   | Équipe       |
| ----------------- | ------------ | ------- | ------------ |
| 19 janvier, 18h15 | Espagne      | 37 – 25 | Rép. tchèque |
| 19 janvier, 20h15 | France       | 29 – 29 | Hongrie      |
| 20 janvier, 20h15 | France       | 21 – 20 | Rép. tchèque |
| 20 janvier, 20h15 | Espagne      | 34 – 25 | Hongrie      |
| 22 janvier, 18h15 | Espagne      | 24 – 24 | France       |
| 22 janvier, 20h15 | Rép. tchèque | 33 – 26 | Hongrie      |

## Tour principal
Les deux premiers classés de chaque groupe sont qualifiés pour les demi-finales. Les troisièmes disputent un match pour la 5e place.
En cas d'égalité de point entre deux équipes, le goal-average particulier s'applique pour les départager. Si les deux équipes restent à égalité, on compare le goal-average général.
- Qualifié pour les demi-finales.
- Qualifié pour le match pour la cinquième place.
- Éliminé.

### Groupe I
Tous les matchs ont lieu dans la Wiener Stadthalle de Vienne :
|   | Équipe   | Pts | J | G | N | P | Bp  | Bc  | Diff |
| - | -------- | --- | - | - | - | - | --- | --- | ---- |
| 1 | Croatie  | 9   | 5 | 4 | 1 | 0 | 134 | 123 | 11   |
| 2 | Islande  | 8   | 5 | 3 | 2 | 0 | 163 | 149 | 14   |
| 3 | Danemark | 6   | 5 | 3 | 0 | 2 | 136 | 134 | 2    |
| 4 | Norvège  | 4   | 5 | 2 | 0 | 3 | 138 | 135 | 3    |
| 5 | Autriche | 3   | 5 | 1 | 1 | 3 | 147 | 156 | -9   |
| 6 | Russie   | 0   | 5 | 0 | 0 | 5 | 140 | 161 | -21  |

| Date              | Équipe 1 | Score   | Équipe   |
| ----------------- | -------- | ------- | -------- |
| 25 janvier, 16h00 | Croatie  | 26 – 26 | Islande  |
| 25 janvier, 18h00 | Norvège  | 30 – 27 | Autriche |
| 25 janvier, 20h15 | Russie   | 28 – 34 | Danemark |
| 26 janvier, 16h00 | Russie   | 30 – 38 | Islande  |
| 26 janvier, 18h00 | Croatie  | 26 – 23 | Autriche |
| 26 janvier, 20h15 | Norvège  | 23 – 24 | Danemark |
| 28 janvier, 16h00 | Norvège  | 34 – 35 | Islande  |
| 28 janvier, 18h00 | Russie   | 30 – 31 | Autriche |
| 28 janvier, 20h15 | Croatie  | 27 – 23 | Danemark |

### Groupe II
Tous les matchs ont lieu dans l'Olympiahalle d'Innsbruck :
|   | Équipe       | Pts | J | G | N | P | Bp  | Bc  | Diff | Dép |
| - | ------------ | --- | - | - | - | - | --- | --- | ---- | --- |
| 1 | France       | 9   | 5 | 4 | 1 | 0 | 135 | 118 | 17   | -   |
| 2 | Pologne      | 7   | 5 | 3 | 1 | 1 | 148 | 144 | 4    | +6  |
| 3 | Espagne      | 7   | 5 | 3 | 1 | 1 | 152 | 133 | 19   | -6  |
| 4 | Rép. tchèque | 3   | 5 | 1 | 1 | 3 | 142 | 154 | -12  | -   |
| 5 | Allemagne    | 2   | 5 | 0 | 2 | 3 | 127 | 136 | -9   | -   |
| 6 | Slovénie     | 2   | 5 | 0 | 2 | 3 | 159 | 178 | -19  | -   |

| Date              | Équipe 1  | Score   | Équipe       |
| ----------------- | --------- | ------- | ------------ |
| 24 janvier, 16h30 | Allemagne | 22 – 24 | France       |
| 24 janvier, 18h30 | Pologne   | 32 – 26 | Espagne      |
| 24 janvier, 20h30 | Slovénie  | 35 – 37 | Rép. tchèque |
| 26 janvier, 16h15 | Slovénie  | 28 – 37 | France       |
| 26 janvier, 18h15 | Allemagne | 20 – 25 | Espagne      |
| 26 janvier, 20h15 | Pologne   | 35 – 34 | Rép. tchèque |
| 28 janvier, 16h30 | Allemagne | 26 – 26 | Rép. tchèque |
| 28 janvier, 18h30 | Slovénie  | 32 – 40 | Espagne      |
| 28 janvier, 20h30 | Pologne   | 24 – 29 | France       |

## Phase finale
Tous les matchs ont lieu dans la Wiener Stadthalle de Vienne :
|  | Demi-finales              | Demi-finales              |                        |    | Finale                    | Finale                    |
|  | Demi-finales              | Demi-finales              |                        |    | Finale                    | Finale                    |
|  |                           |                           |                        |    |                           |                           |
|  | 30 janvier 14h00 à Vienne | 30 janvier 14h00 à Vienne |                        |    | 31 janvier 17h30 à Vienne | 31 janvier 17h30 à Vienne |
|  | 30 janvier 14h00 à Vienne | 30 janvier 14h00 à Vienne |                        |    | 31 janvier 17h30 à Vienne | 31 janvier 17h30 à Vienne |
|  | France                    | 36                        |                        |    | 31 janvier 17h30 à Vienne | 31 janvier 17h30 à Vienne |
|  | France                    | 36                        |                        |    | 31 janvier 17h30 à Vienne | 31 janvier 17h30 à Vienne |
|  | Islande                   | 28                        |                        |    | 31 janvier 17h30 à Vienne | 31 janvier 17h30 à Vienne |
|  | Islande                   | 28                        | France                 | 25 |                           |                           |
|  | 30 janvier 16h30 à Vienne |                           | France                 | 25 |                           |                           |
|  |                           | Croatie                   | 21                     |    |                           |                           |
|  | Croatie                   | Croatie                   | 21                     | 24 |                           |                           |
|  | Croatie                   |                           |                        | 24 |                           |                           |
|  | Pologne                   | 21                        |                        |    |                           |                           |
|  | Pologne                   | 21                        | Match pour la 3e place |    |                           |                           |
|  |                           |                           |                        |    |                           |                           |
|  | 31 janvier 15h00 à Vienne |                           |                        |    |                           |                           |
|  |                           |                           |                        |    |                           |                           |
|  | Islande                   | 29                        |                        |    |                           |                           |
|  | Islande                   | 29                        |                        |    |                           |                           |
|  | Pologne                   | 26                        |                        |    |                           |                           |
|  | Pologne                   | 26                        |                        |    |                           |                           |

### Match pour la5eplace
| Match pour la 5e place    |    |
| 30 janvier 11h30 à Vienne |    |
| Danemark                  | 34 |
| Espagne                   | 27 |

### Demi-finales
| 30 janvier 2010 14h00 | Islande           | 28 – 36   | France             | Wiener Stadthalle, Vienne Affluence : 9 000 Arbitrage : Olesen, Pedersen |
| 30 janvier 2010 14h00 | Aron Pálmarsson 6 | (14 – 16) | Nikola Karabatic 9 | Wiener Stadthalle, Vienne Affluence : 9 000 Arbitrage : Olesen, Pedersen |
| 30 janvier 2010 14h00 | ×3 ×4             | Rapport   | ×3 ×4              | Wiener Stadthalle, Vienne Affluence : 9 000 Arbitrage : Olesen, Pedersen |

Actions du match
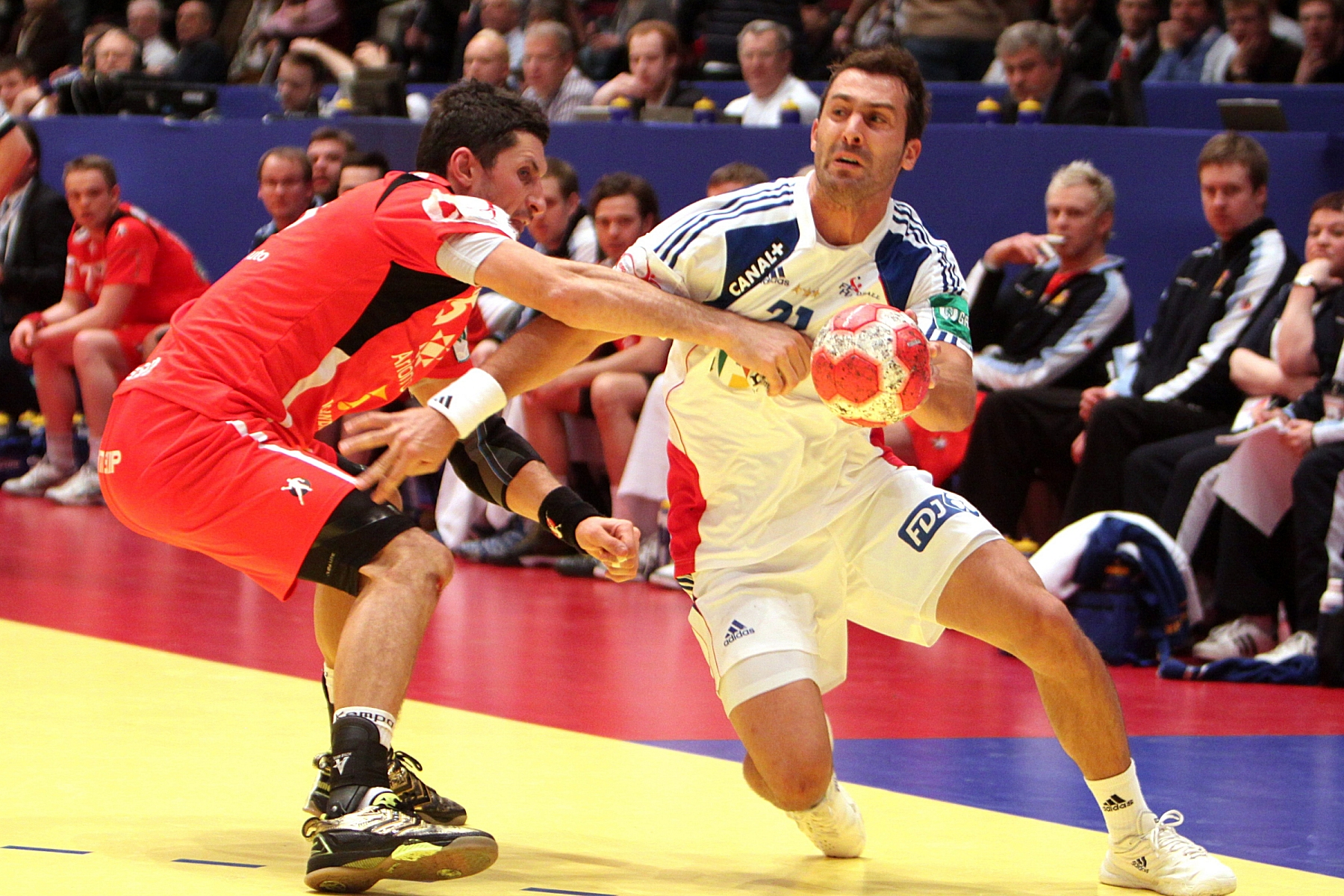
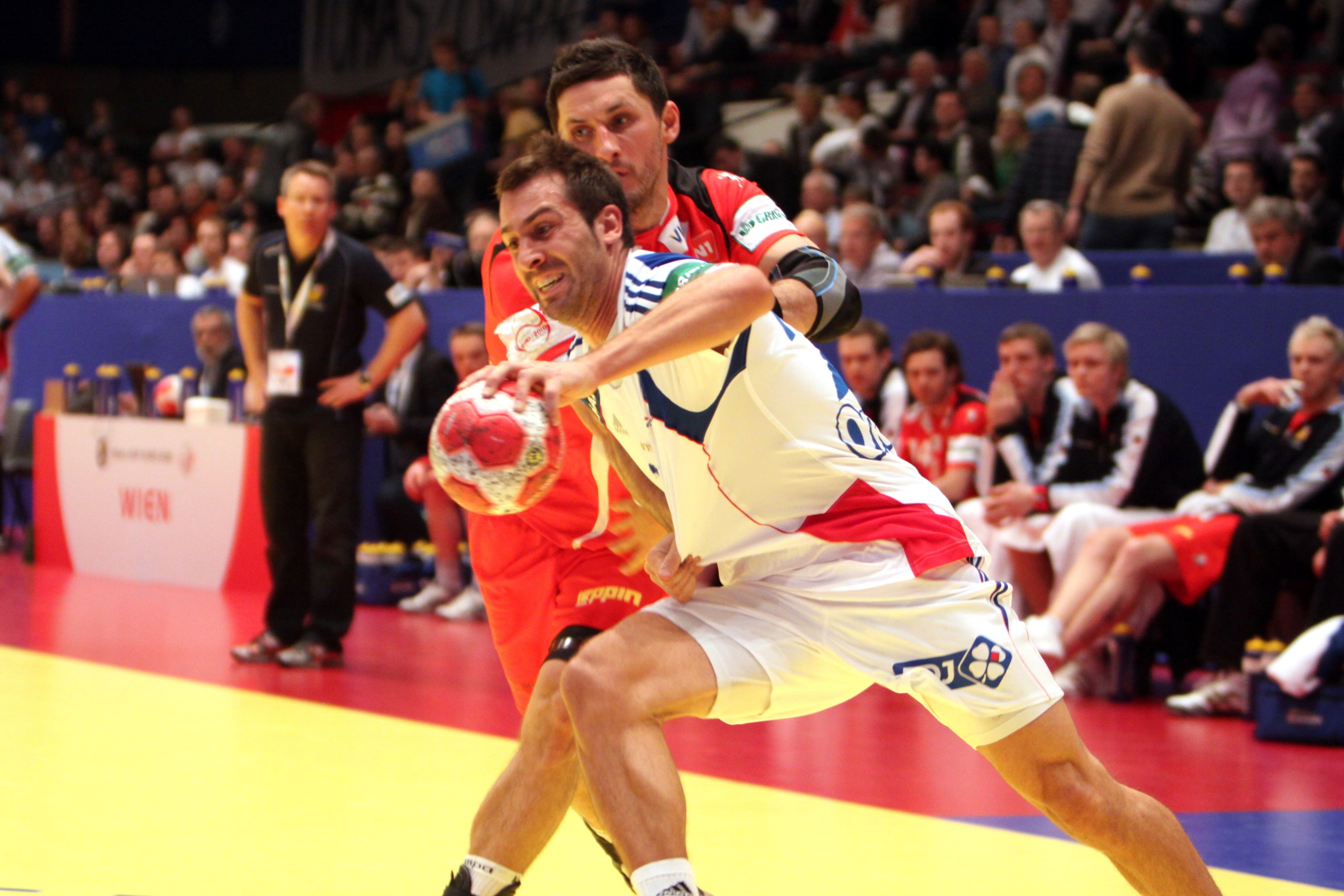
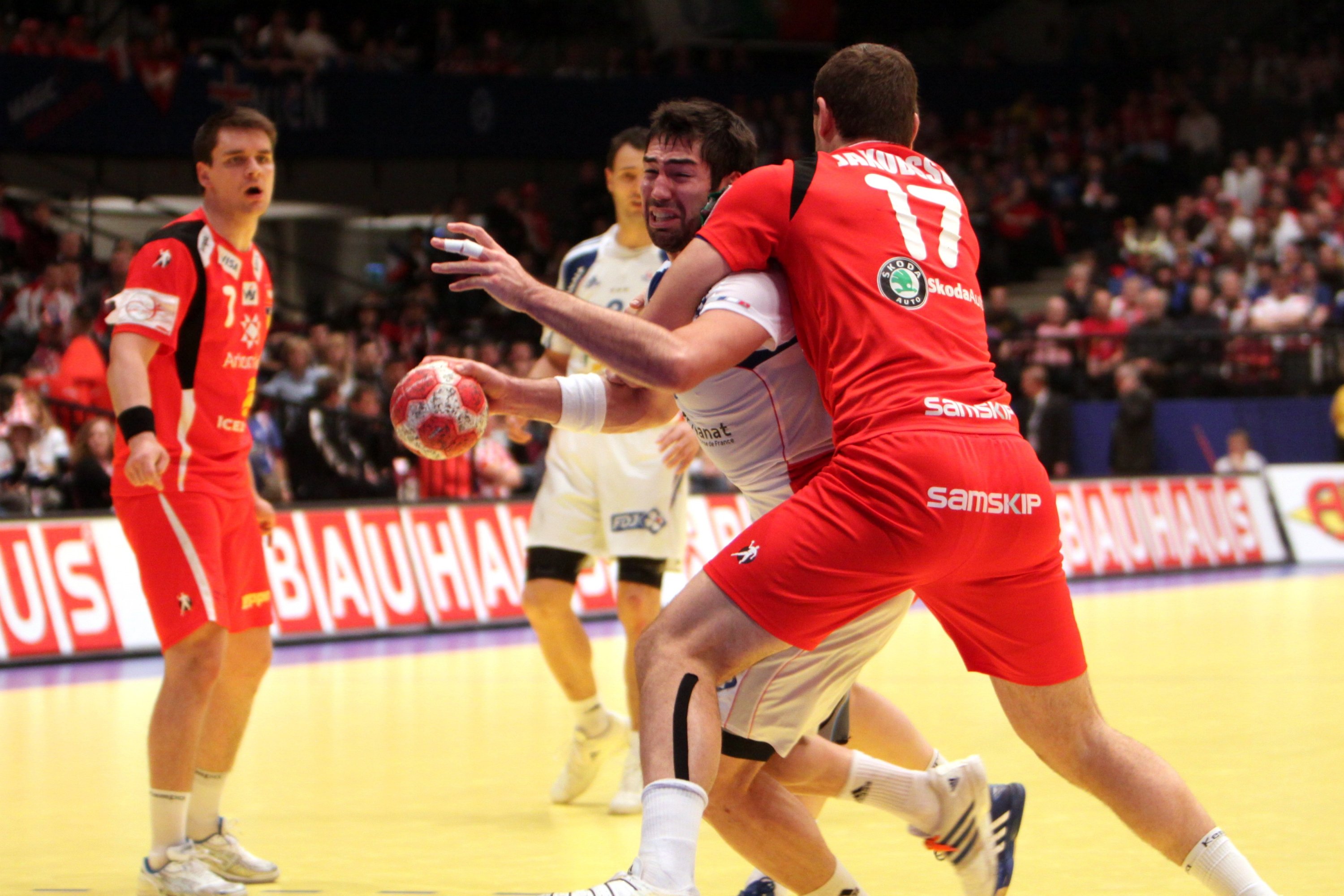
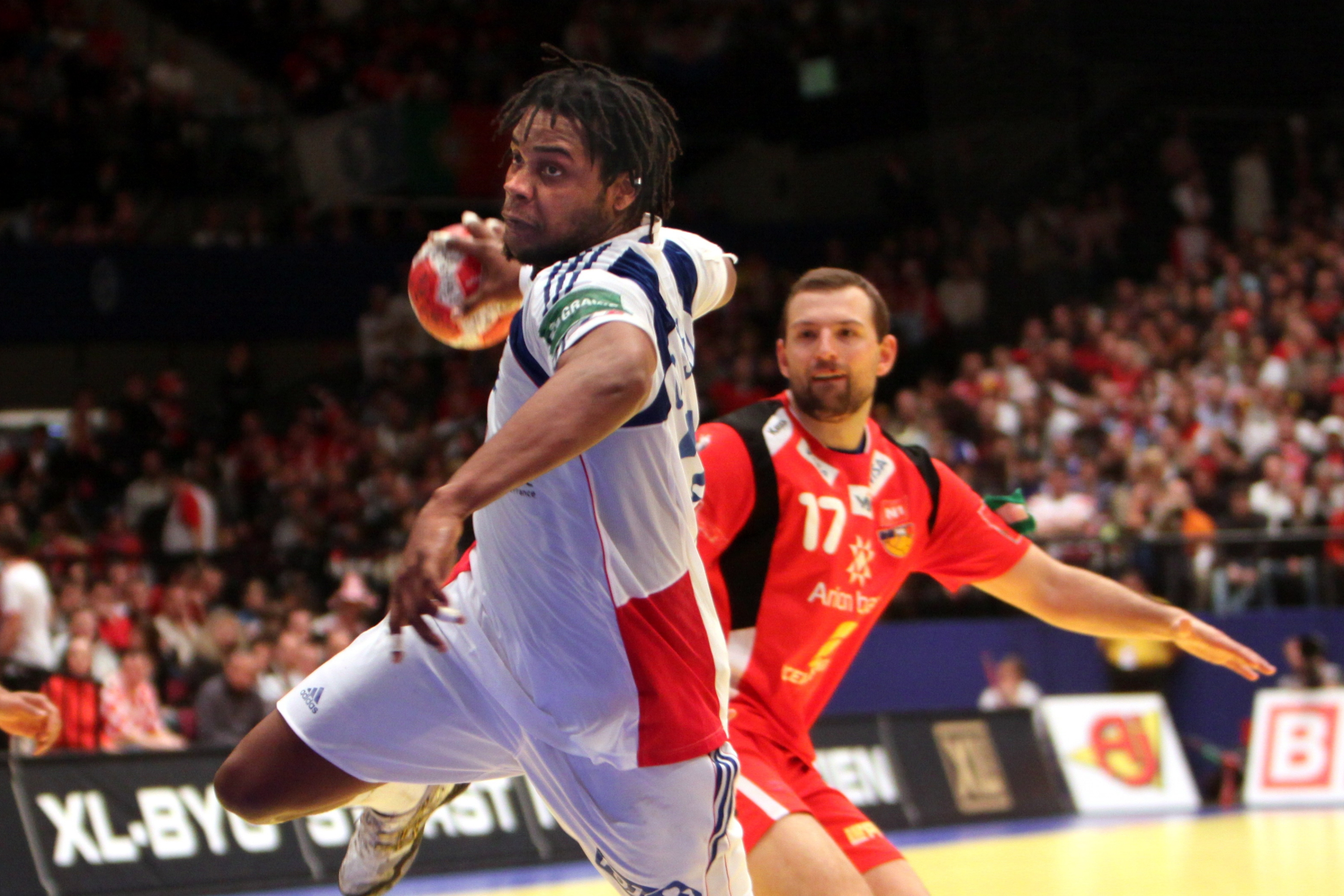
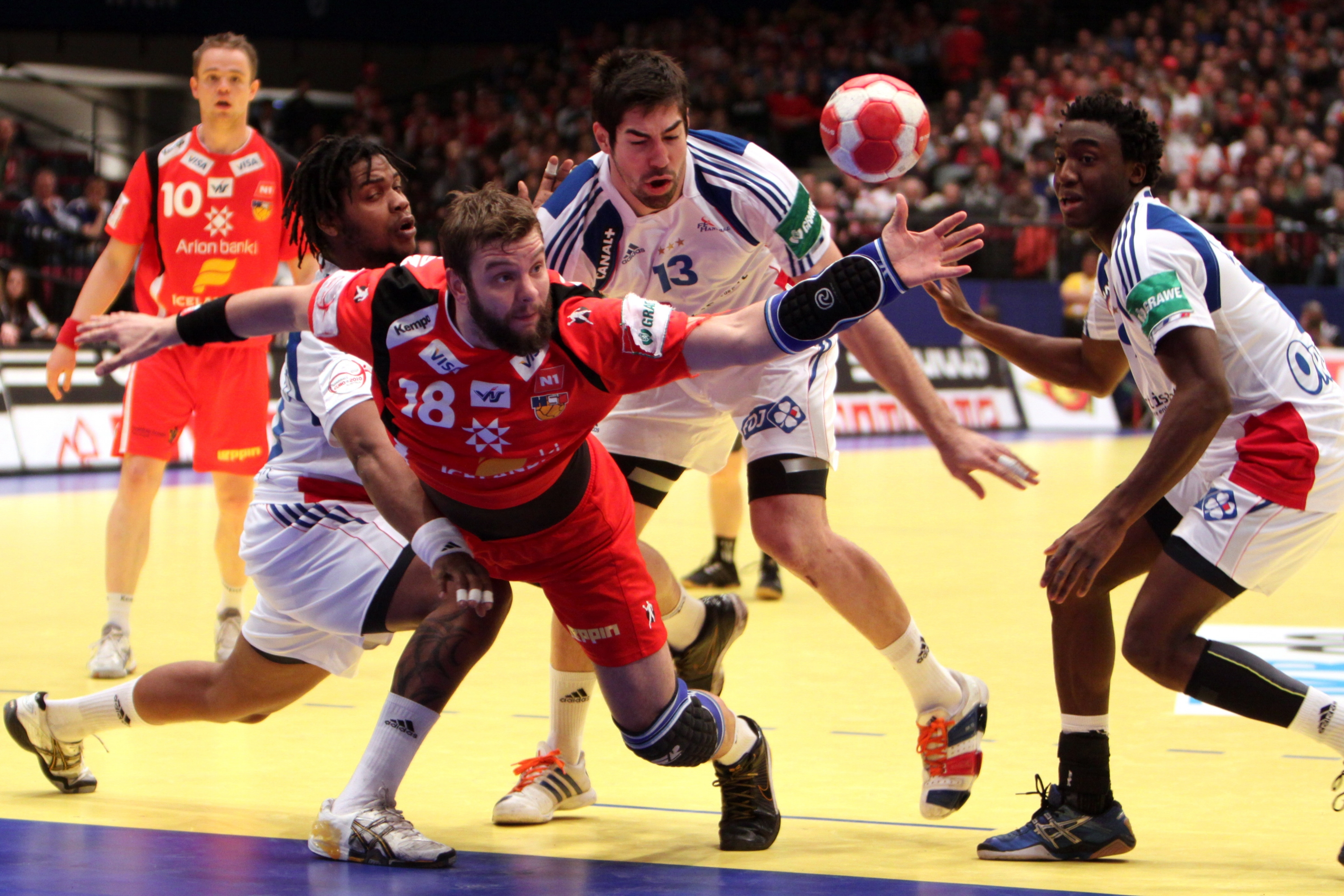

| 30 janvier 2010 16h30 | Croatie      | 24 – 21 | Pologne          | Wiener Stadthalle, Vienne Affluence : 11 000 Arbitrage : Abrahamsen, Kristiansen |
| 30 janvier 2010 16h30 | Ivan Čupić 6 | (9–10)  | Michał Jurecki 7 | Wiener Stadthalle, Vienne Affluence : 11 000 Arbitrage : Abrahamsen, Kristiansen |
| 30 janvier 2010 16h30 | ×3 ×4        | Rapport | ×3               | Wiener Stadthalle, Vienne Affluence : 11 000 Arbitrage : Abrahamsen, Kristiansen |

### Match pour la3eplace
| 31 janvier 2010 15h00 | Pologne                              | 26 – 29 | Islande                   | Wiener Stadthalle, Vienne Affluence : 9 000 Arbitrage : Lazaar, Reveret |
| 31 janvier 2010 15h00 | B. Jurecki, M. Jurecki, Tłuczyński 4 | (10–18) | Guðjón Valur Sigurðsson 8 | Wiener Stadthalle, Vienne Affluence : 9 000 Arbitrage : Lazaar, Reveret |
| 31 janvier 2010 15h00 | ×3 ×8                                | Rapport | ×3 ×4                     | Wiener Stadthalle, Vienne Affluence : 9 000 Arbitrage : Lazaar, Reveret |

### Finale
| 31 janvier 2010 17h30 | Croatie        | 21 – 25   | France             | Wiener Stadthalle, Vienne Affluence : 11 000 Arbitrage : Methe, Methe |
| 31 janvier 2010 17h30 | Vedran Zrnić 7 | (12 – 12) | Nikola Karabatic 6 | Wiener Stadthalle, Vienne Affluence : 11 000 Arbitrage : Methe, Methe |
| 31 janvier 2010 17h30 | ×4 ×3 ×1       | Rapport   | ×4 ×3              | Wiener Stadthalle, Vienne Affluence : 11 000 Arbitrage : Methe, Methe |

| Croatie                  |                   |                |                         |
|                          |                   |                |                         |
| Gardiens :               |                   |                |                         |
| 25                       | Mirko Alilović    | 13 arrêts      |                         |
| 12                       | Goran Čarapina    | 0 arrêts       |                         |
| Joueurs de champ :       |                   |                |                         |
| 4                        | Ivano Balić       | 4              |                         |
| 5                        | Domagoj Duvnjak   | 3              |                         |
| 6                        | Blaženko Lacković |                |                         |
| 7                        | Vedran Zrnić      | 7 (dont 6 pen) |                         |
| 8                        | Marko Kopljar     | 1              |                         |
| 9                        | Igor Vori         | 2              | Suspension              |
| 10                       | Jakov Gojun       | 0              | Carton jaune            |
| 14                       | Drago Vuković     | 2              |                         |
| 17                       | Vedran Mataija    | 0              | Carton rouge            |
| 21                       | Denis Buntić      | 0              | Suspension · Suspension |
| 24                       | Tonči Valčić      | 0              | Carton jaune            |
| 26                       | Manuel Štrlek     | 2              | Carton jaune            |
| 27                       | Ivan Čupić        | 0              |                         |
| 28                       | Željko Musa       | 0              |                         |
| Entraîneur : Lino Červar |                   |                |                         |

| Croatie | Statistiques   | France |
| ------- | -------------- | ------ |
| 21      | Buts marqués   | 25     |
| ? %     | % réussite     | ? %    |
| 6       | Jets de 7m     | 2      |
| 6 min   | Suspensions    | 6 min  |
| 3       | Cartons jaunes | 3      |
| 1       | Cartons rouges | 0      |
| 13      | Arrêts         | 12     |
| ?       | % d'arrêts     | ?      |

| France                     |                    |                |                                        |
|                            |                    |                |                                        |
| Gardiens :                 |                    |                |                                        |
| 12                         | Thierry Omeyer     | 12 arrêts      |                                        |
| 16                         | Daouda Karaboué    | 0 arrêts       |                                        |
| Joueurs de champ :         |                    |                |                                        |
| 2                          | Jérôme Fernandez   | 2              |                                        |
| 3                          | Didier Dinart      | 0              |                                        |
| 4                          | Xavier Barachet    | 0              |                                        |
| 5                          | Guillaume Gille    | 1              | Carton jaune                           |
| 8                          | Daniel Narcisse    | 3              | Suspension                             |
| 9                          | Guillaume Joli     | 1 (dont 1 pen) |                                        |
| 13                         | Nikola Karabatic   | 6              | Carton jaune · Suspension · Suspension |
| 15                         | Franck Junillon    | -              |                                        |
| 19                         | Luc Abalo          | 4              |                                        |
| 20                         | Cédric Sorhaindo   | 3              | Carton jaune                           |
| 21                         | Michaël Guigou     | 3 (dont 1 pen) |                                        |
| 23                         | Sébastien Bosquet  | 2              |                                        |
| 24                         | Sébastien Ostertag | -              |                                        |
| 25                         | Grégoire Detrez    | -              |                                        |
| Entraîneur : Claude Onesta |                    |                |                                        |

Actions du match
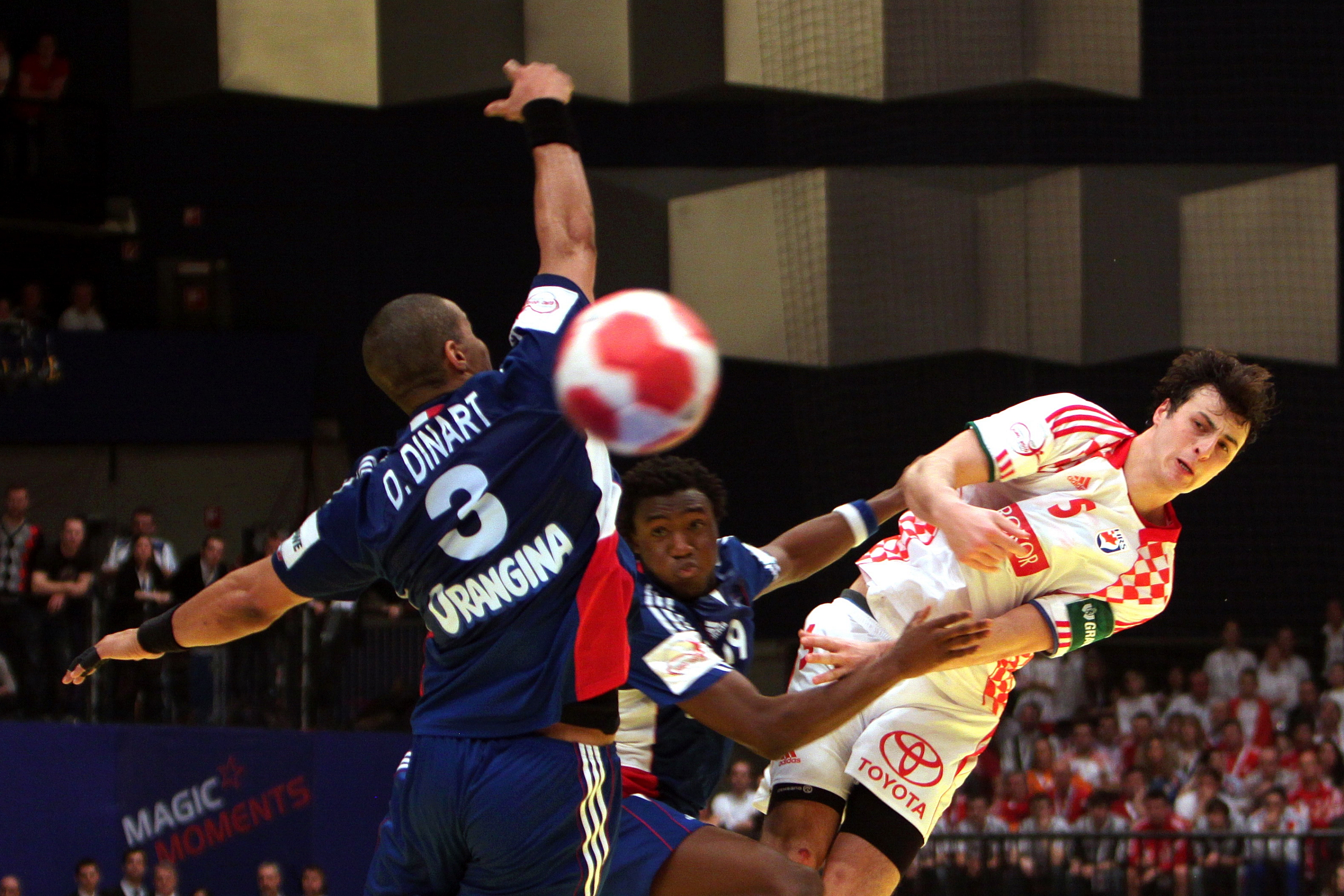
Domagoj Duvnjak est parvenu à tirer malgré la défense de Luc Abalo et de Didier Dinart.
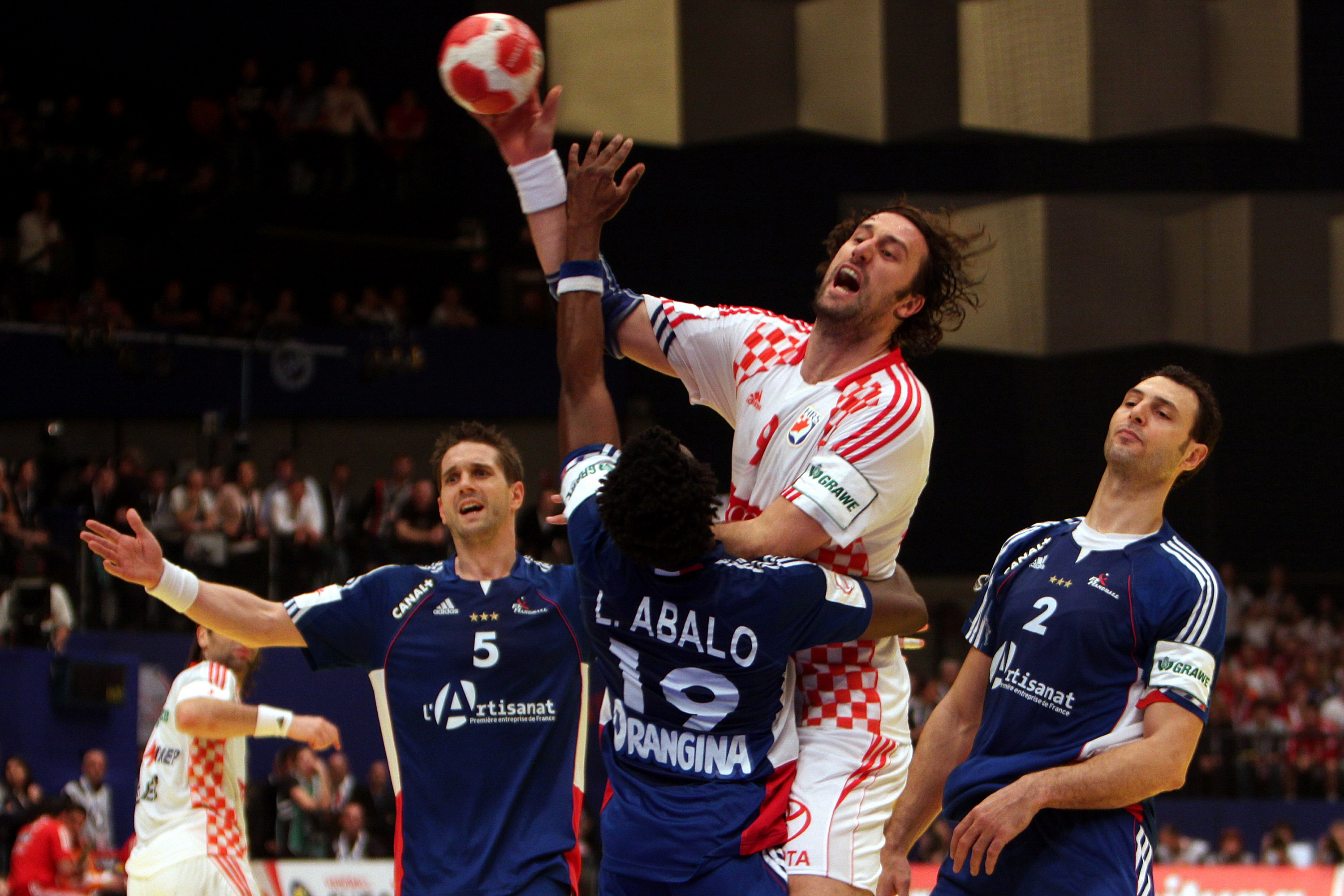
Igor Vori contrôlé par Luc Abalo, sous les yeux de Guillaume Gille et Jérôme Fernandez.
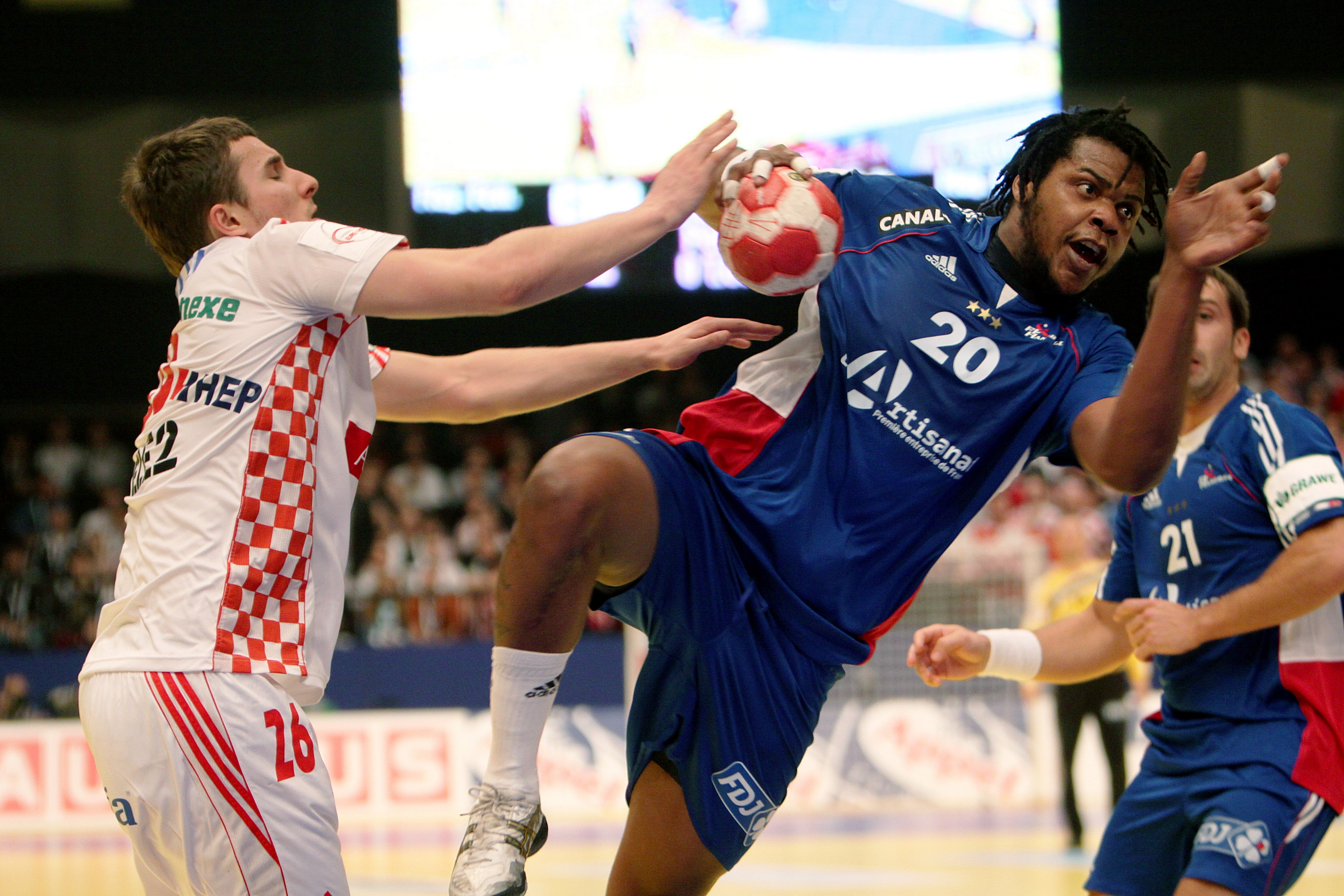
Manuel Štrlek tente d'empêcher Cédric Sorhaindo d'aller au tir.
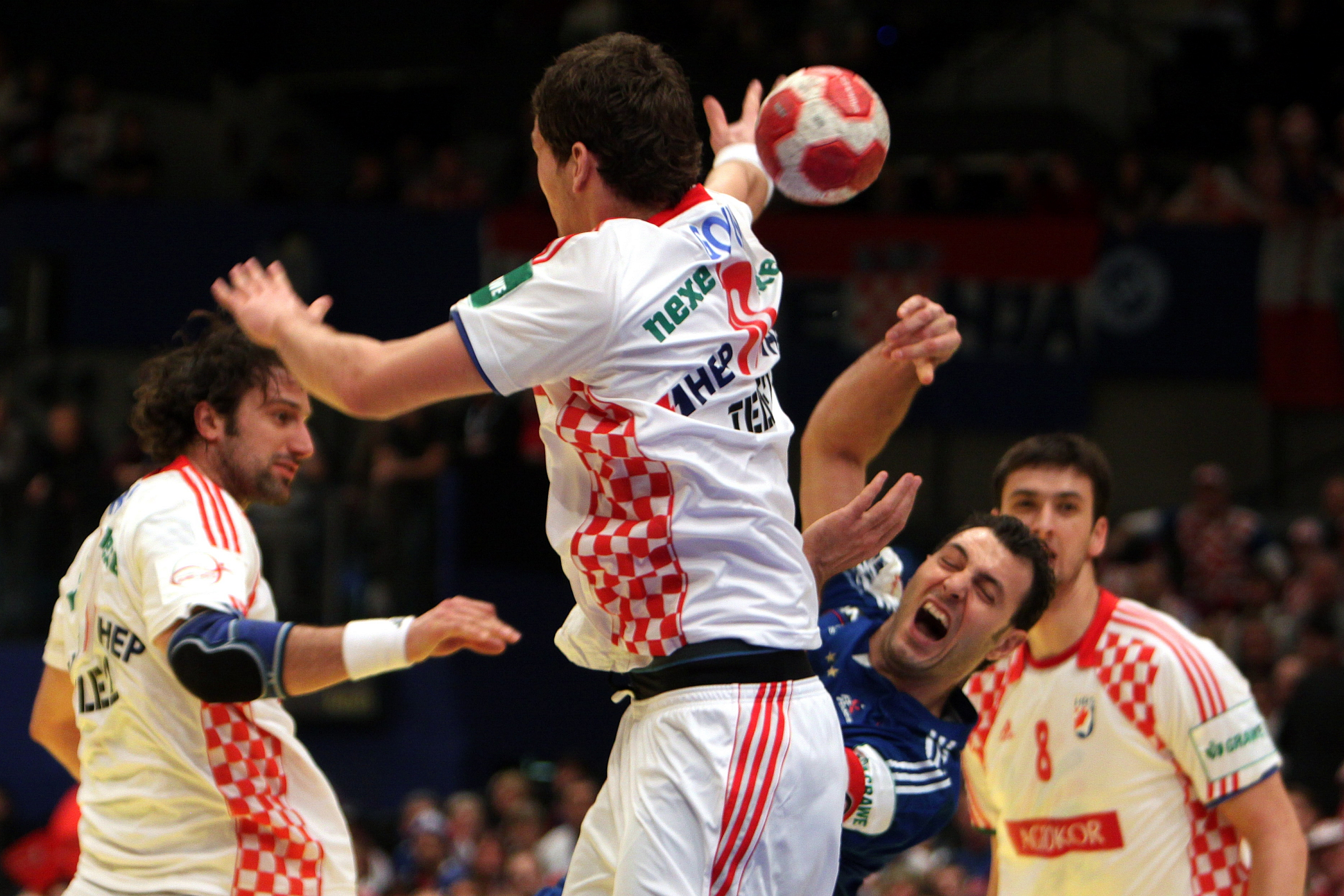
Jérôme Fernandez face à Igor Vori, Jakov Gojun et Marko Kopljar.
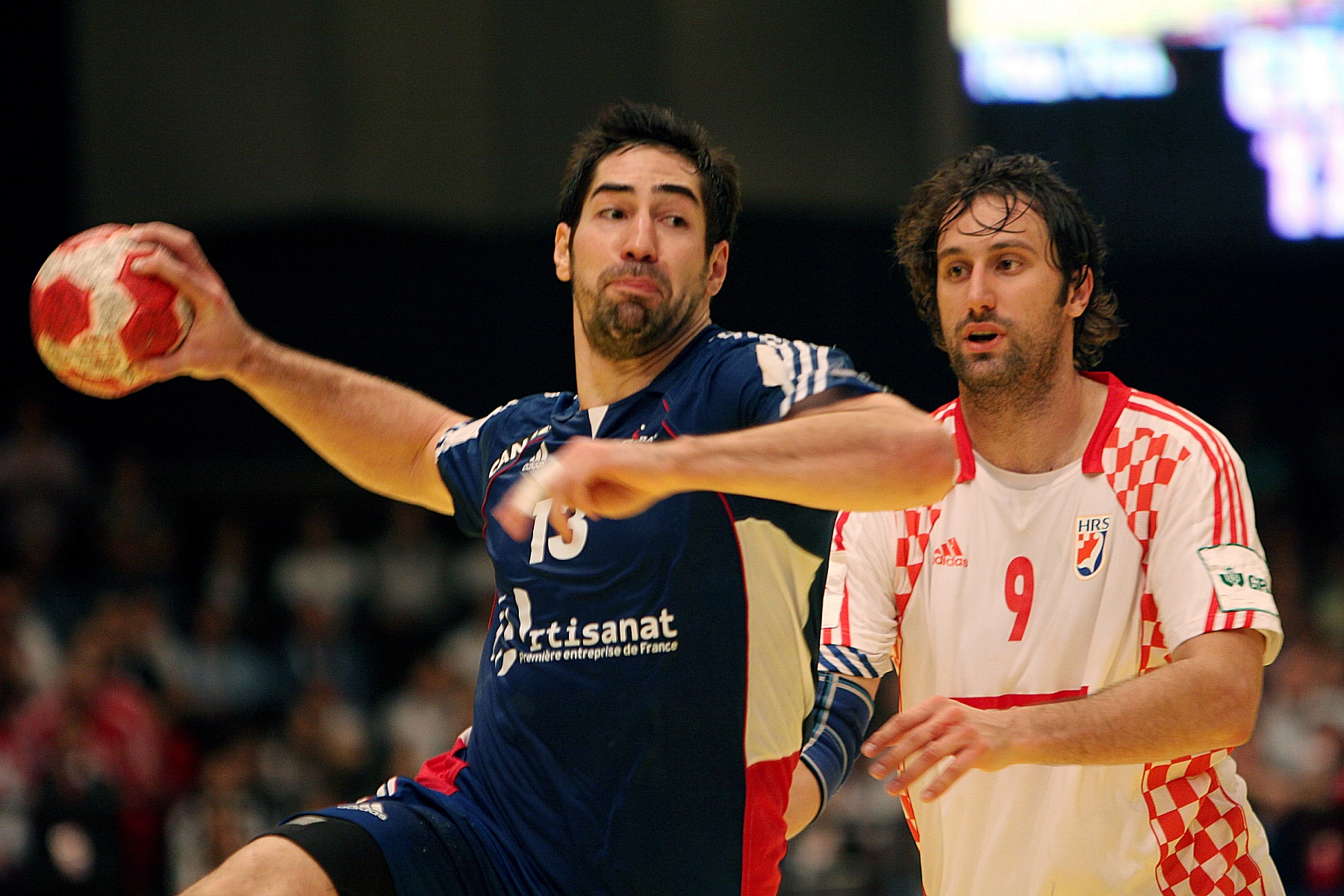
Nikola Karabatic tire sous les yeux d'Igor Vori.

## Classement final

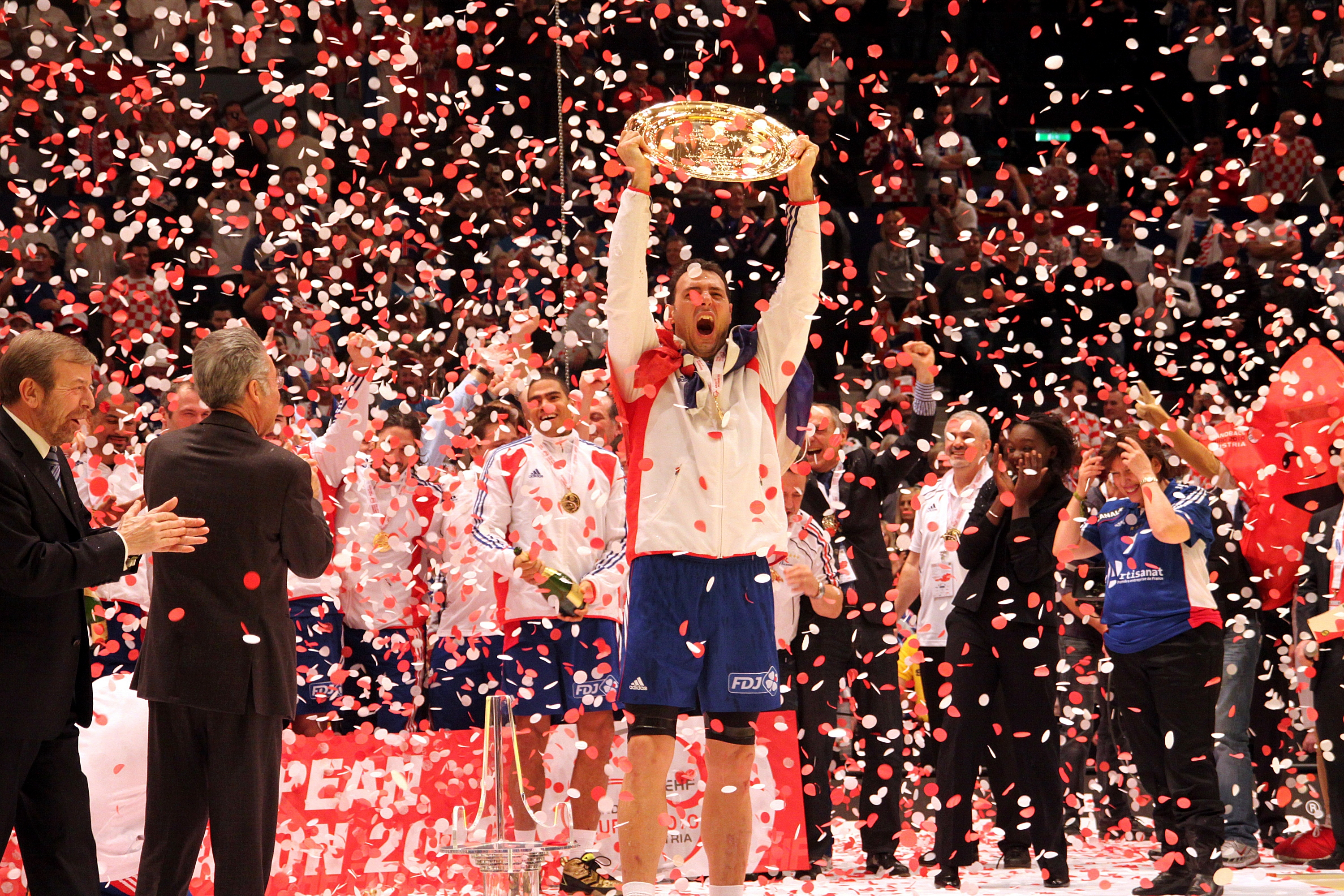
Le capitaine Jérôme Fernandez brandit le trophée du championnat d'Europe devant l'ensemble de l'équipe de France.

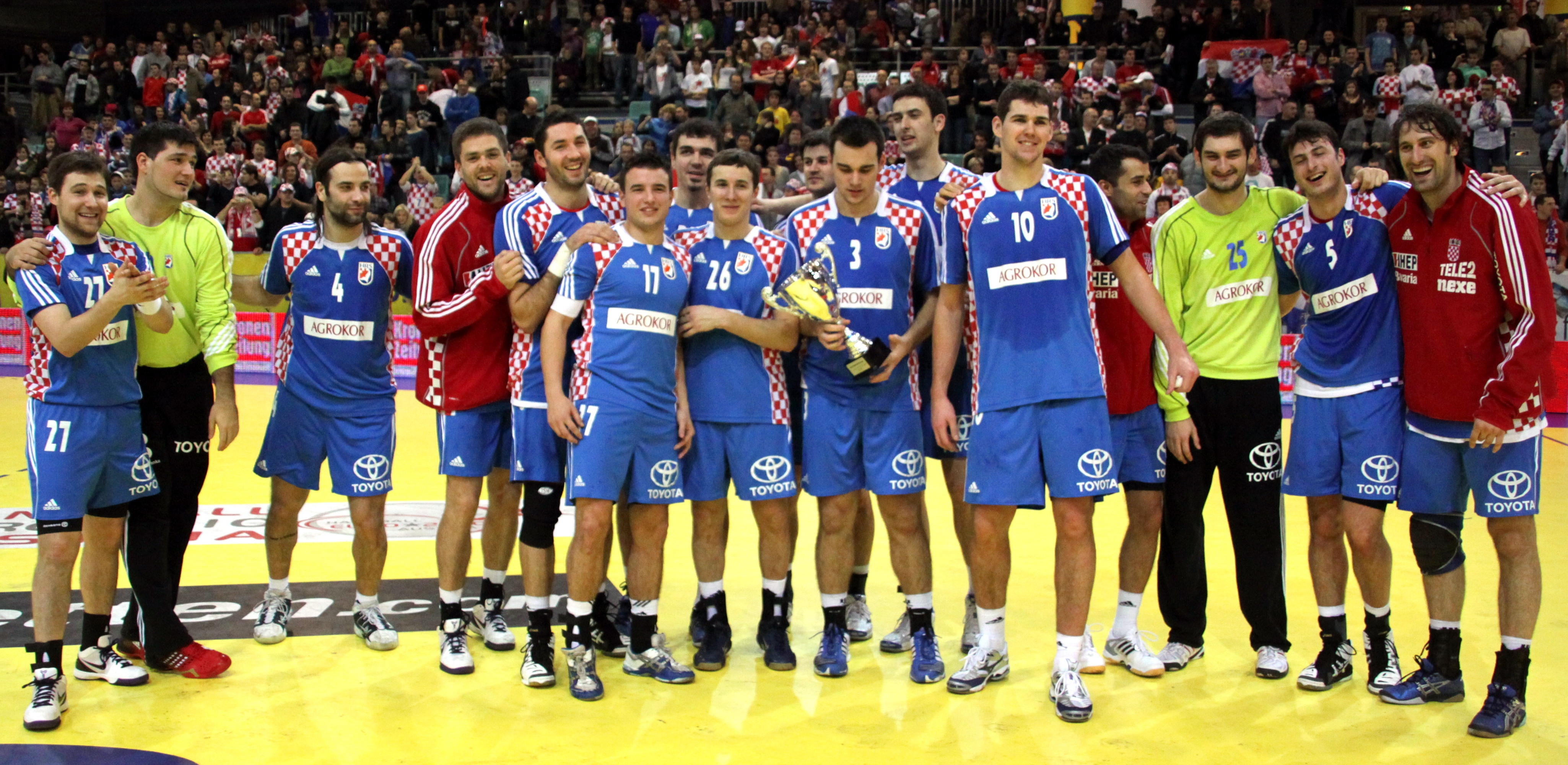
L'équipe de Croatie, vice-championne d'Europe 2010

Le classement final du championnat d'Europe 2010 est : 
| Rang                       | Équipe       | J | G | N | P | Bp  | Bc  | Diff |
| -------------------------- | ------------ | - | - | - | - | --- | --- | ---- |
| Médaille d'or, Europe      | France       | 8 | 6 | 2 | 0 | 225 | 196 | 29   |
| Médaille d'argent, Europe  | Croatie      | 8 | 6 | 1 | 1 | 207 | 194 | 13   |
| Médaille de bronze, Europe | Islande      | 8 | 4 | 3 | 1 | 249 | 240 | 9    |
| 4e                         | Pologne      | 8 | 4 | 1 | 3 | 222 | 221 | 1    |
|                            |              |   |   |   |   |     |     |      |
| 5e                         | Danemark     | 7 | 5 | 0 | 2 | 198 | 184 | 14   |
| 6e                         | Espagne      | 7 | 4 | 1 | 2 | 213 | 192 | 21   |
|                            |              |   |   |   |   |     |     |      |
| 7e                         | Norvège      | 6 | 3 | 0 | 3 | 169 | 164 | 5    |
| 8e                         | Rép. tchèque | 6 | 2 | 1 | 3 | 175 | 180 | -5   |
| 9e                         | Autriche     | 6 | 2 | 1 | 3 | 184 | 187 | -3   |
| 10e                        | Allemagne    | 6 | 1 | 2 | 3 | 157 | 165 | -8   |
| 11e                        | Slovénie     | 6 | 1 | 2 | 3 | 186 | 203 | -17  |
| 12e                        | Russie       | 6 | 1 | 0 | 5 | 177 | 194 | -17  |
|                            |              |   |   |   |   |     |     |      |
| 13e                        | Serbie       | 3 | 0 | 1 | 2 | 83  | 94  | -11  |
| 14e                        | Hongrie      | 3 | 0 | 1 | 2 | 80  | 96  | -16  |
| 15e                        | Suède        | 3 | 0 | 0 | 3 | 78  | 84  | -6   |
| 16e                        | Ukraine      | 3 | 0 | 0 | 3 | 87  | 96  | -9   |

De plus, outre la France déjà qualifiée en tant que tenante du titre et la Suède en tant que pays hôte, la Croatie, l'Islande et la Pologne obtiennent leur qualifications pour le Championnat du monde 2011.

## Statistiques et récompenses

### Équipe-type
| L'équipe-type désignée pour le tournoi est, : - Meilleur joueur : Filip Jícha, Rép. tchèque - Meilleur gardien : Sławomir Szmal, Pologne - Meilleur défenseur : Jakov Gojun, Croatie - Meilleur ailier gauche : Manuel Štrlek, Croatie - Meilleur arrière gauche: Filip Jícha, Rép. tchèque - Meilleur demi-centre : Nikola Karabatic, France - Meilleur pivot : Igor Vori, Croatie - Meilleur arrière droit : Ólafur Stefánsson, Islande - Meilleur ailier droit : Luc Abalo, France - Meilleure attaque : Islande 249 buts avec une moyenne de 31,1 buts par match - Meilleure défense : Croatie 194 buts avec une moyenne de 24,2 buts par match | - Filip Jícha meilleur joueur - Sławomir Szmal gardien - Jakov Gojun défenseur - Manuel Štrlek ailier gauche - Igor Vori pivot - Luc Abalo ailier droit - Filip Jícha arrière gauche - Nikola Karabatic demi-centre - Ólafur Stefánsson arrière droit |

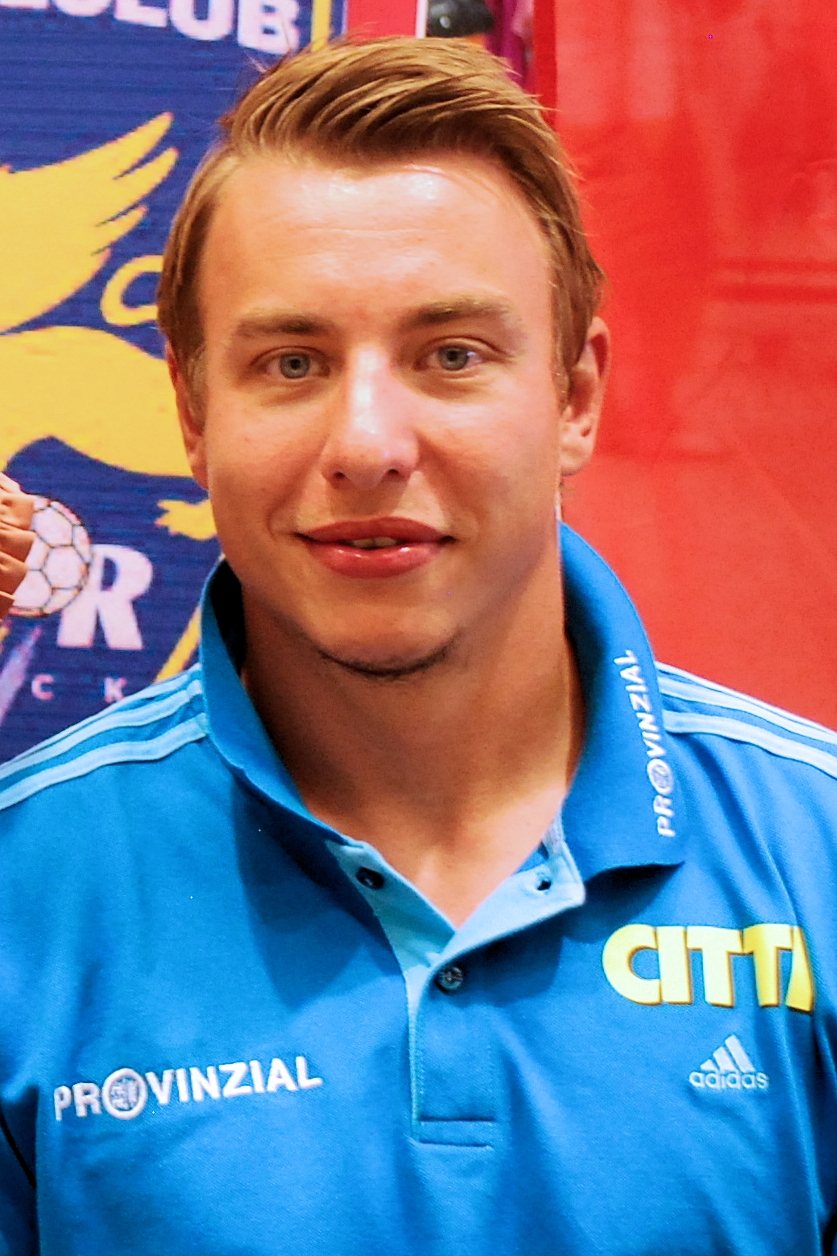
Filip Jícha meilleur joueur
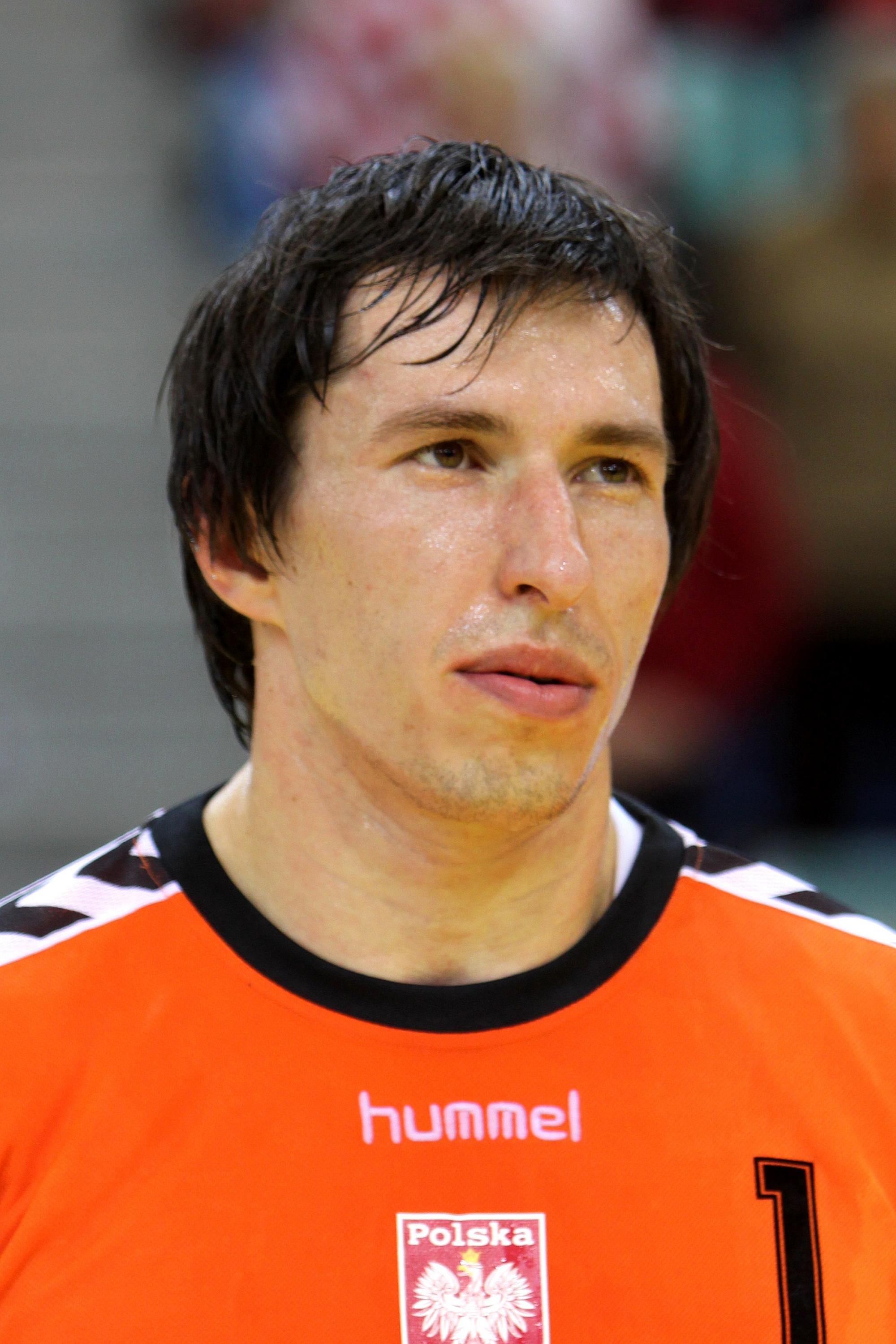
Sławomir Szmal gardien
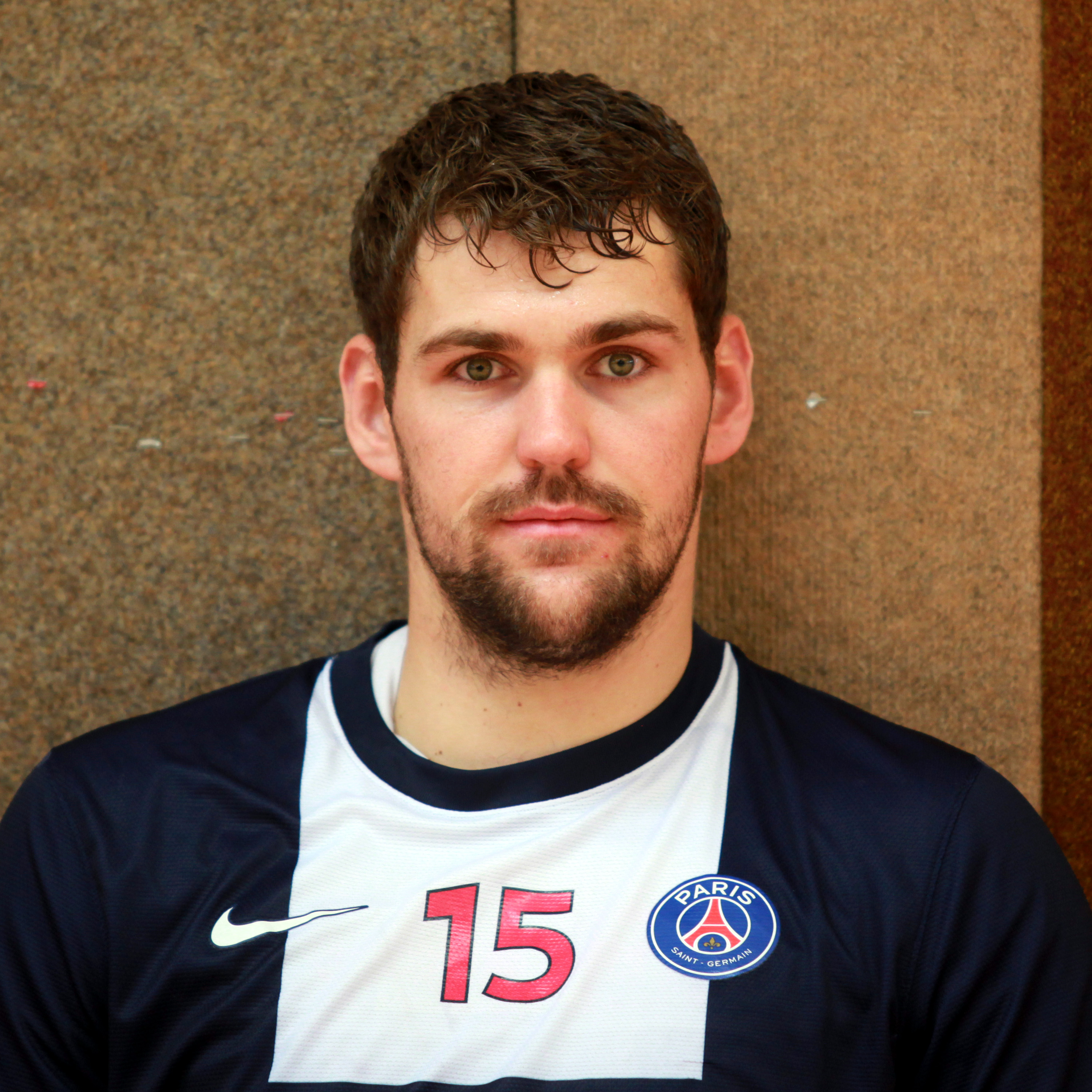
Jakov Gojun défenseur
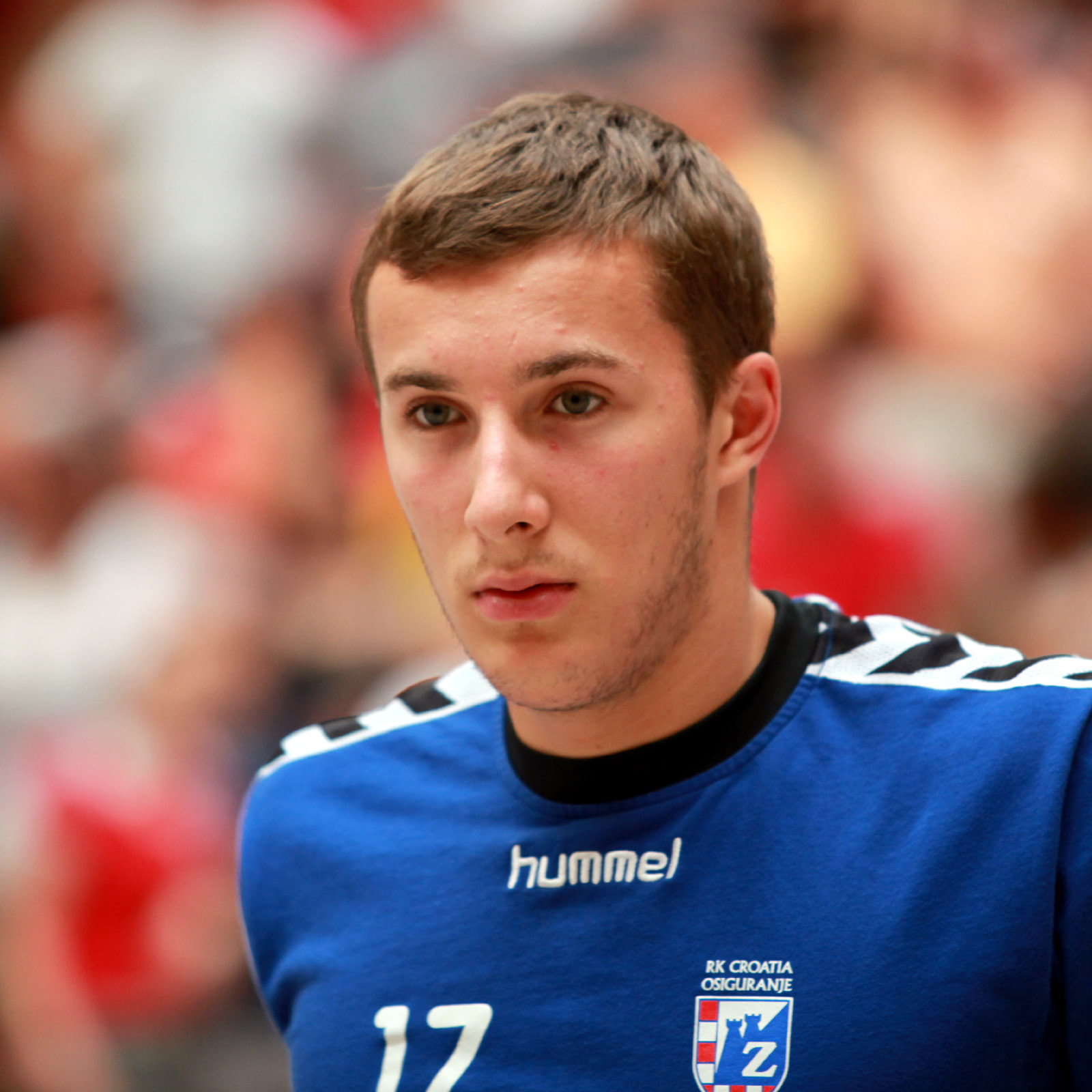
Manuel Štrlek ailier gauche
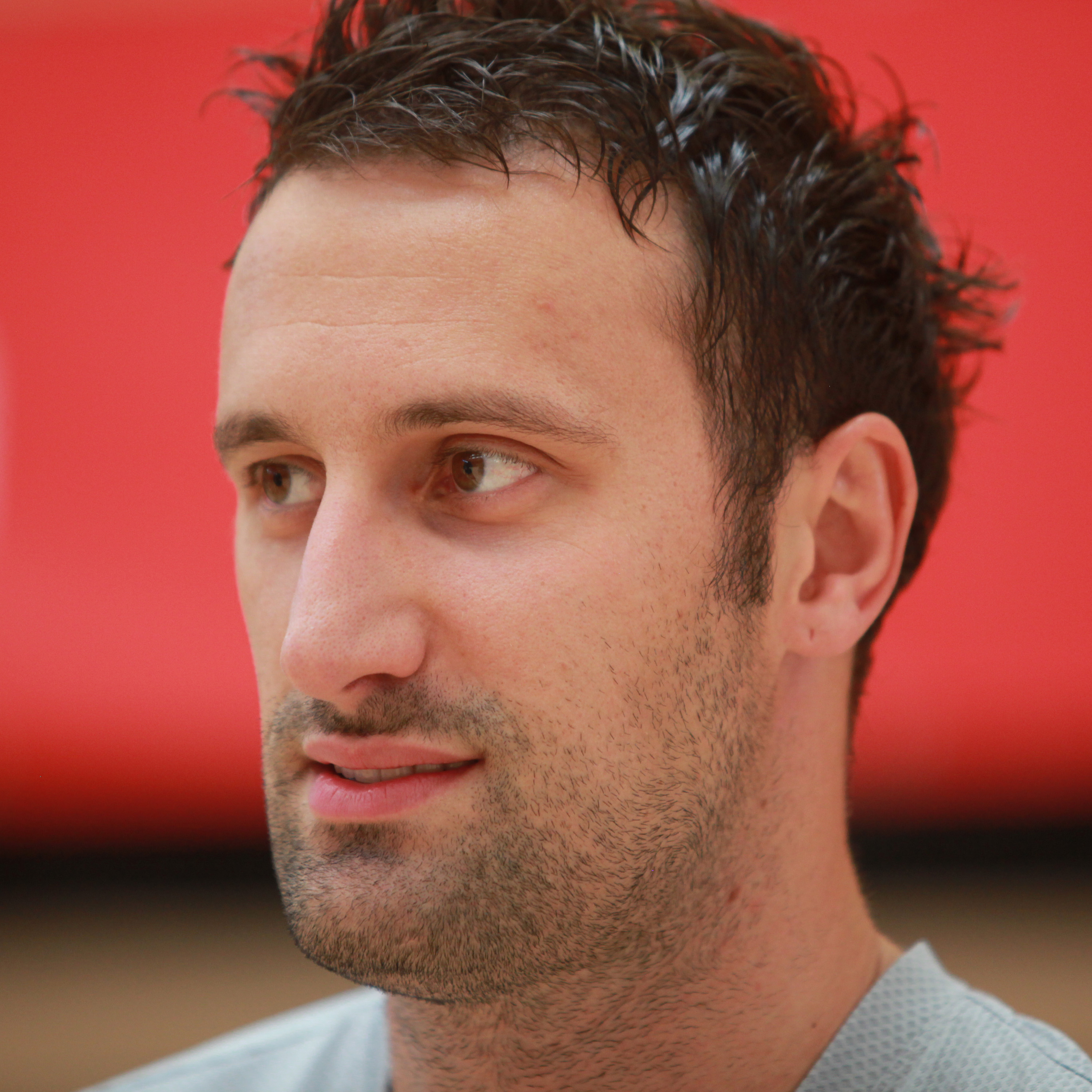
Igor Vori pivot
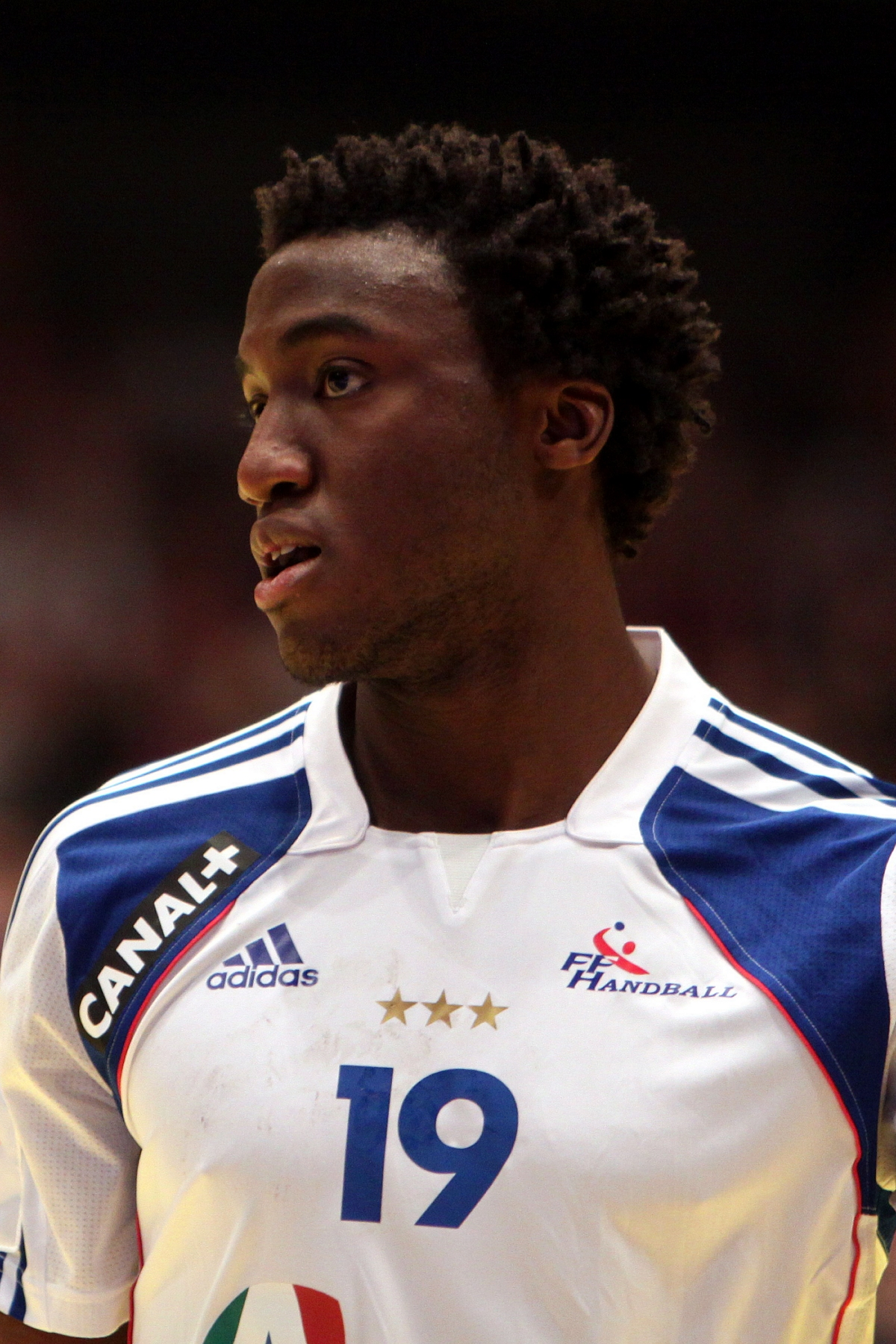
Luc Abalo ailier droit
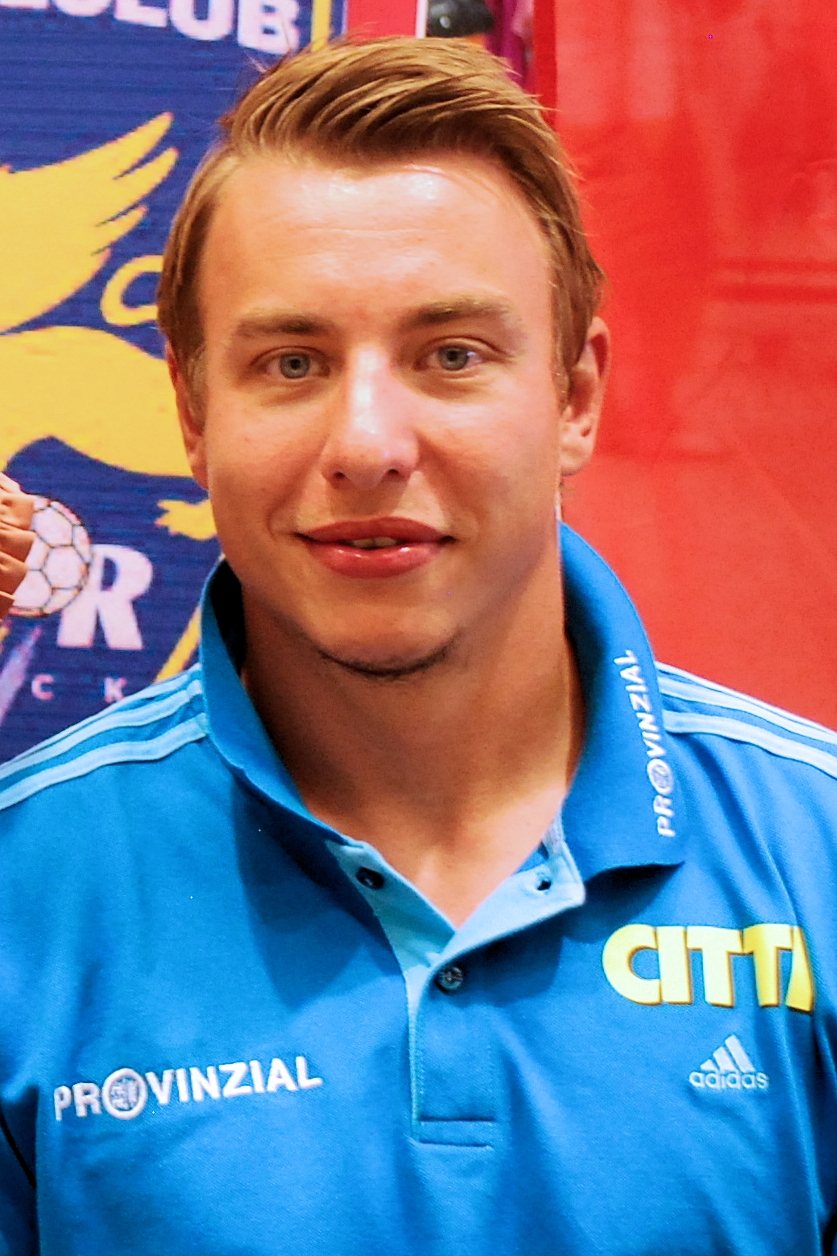
Filip Jícha arrière gauche
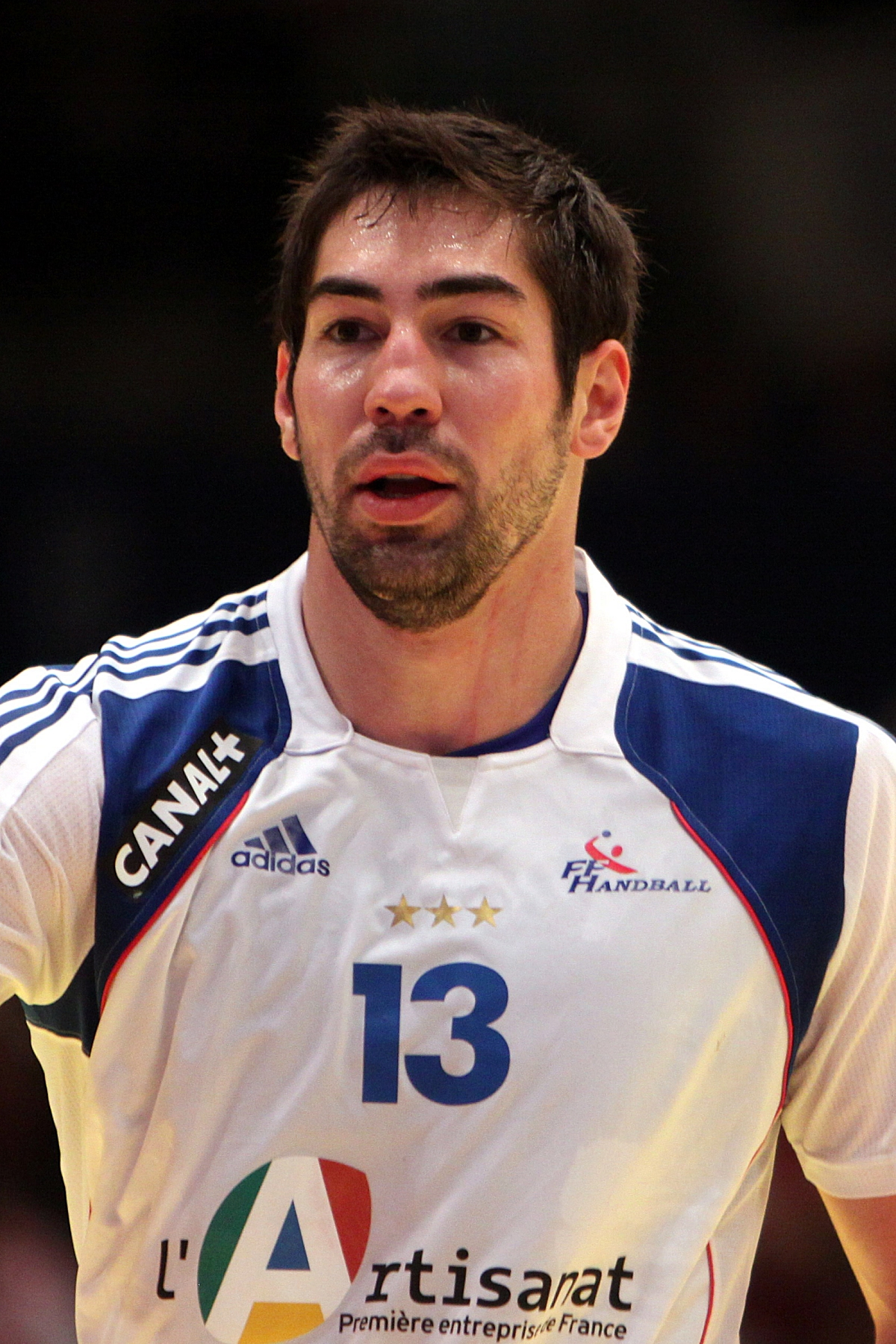
Nikola Karabatic demi-centre
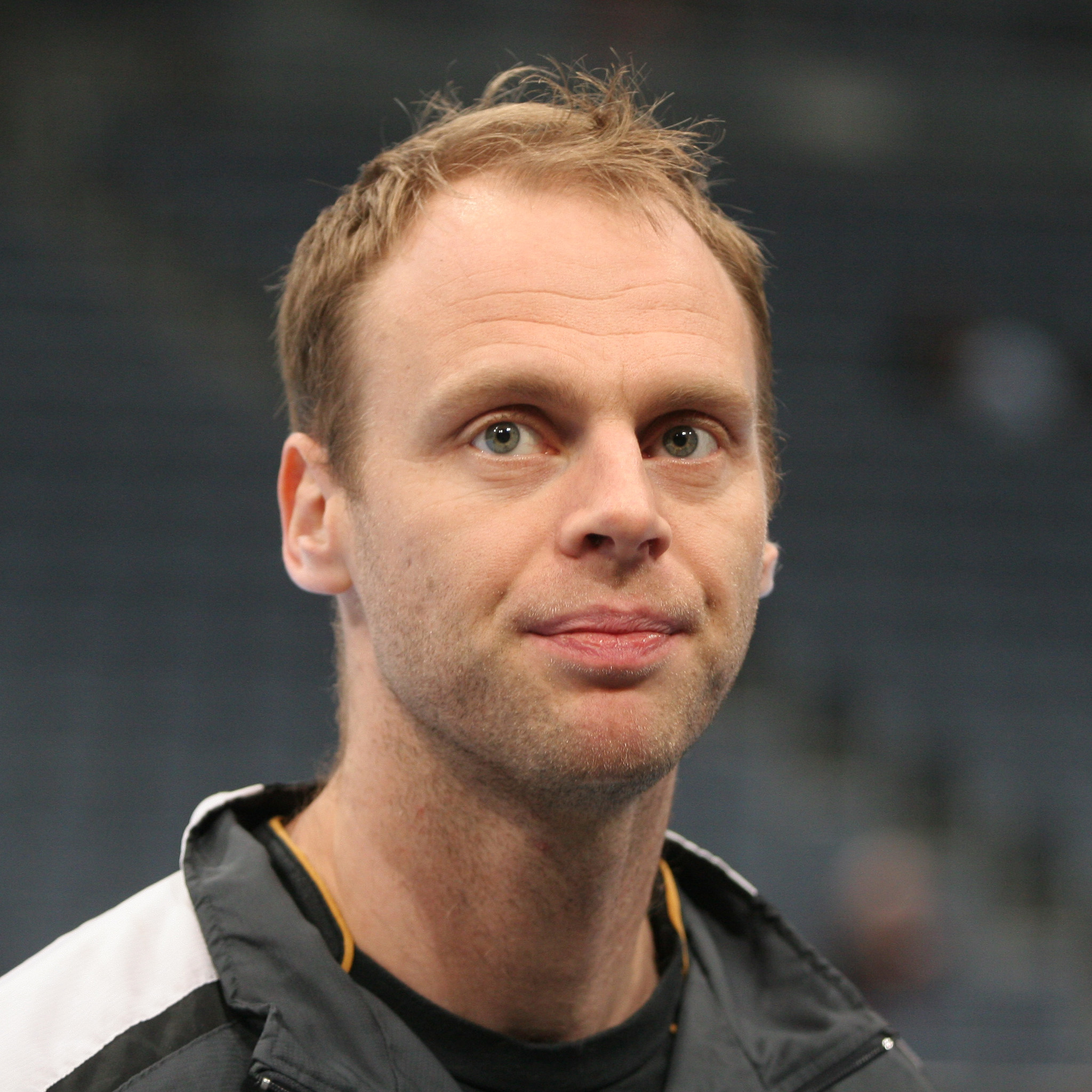
Ólafur Stefánsson arrière droit

### Statistiques individuelles
| Rang | Joueur                   | Sélection    | Buts | Tirs | %      | MJ | Moy |
| ---- | ------------------------ | ------------ | ---- | ---- | ------ | -- | --- |
| 1    | Filip Jícha              | Rép. tchèque | 53   | 88   | 60,2 % | 6  | 8,8 |
| 2    | Luka Žvižej              | Slovénie     | 41   | 64   | 64,1 % | 6  | 6,8 |
| 3    | Nikola Karabatic         | France       | 40   | 73   | 54,8 % | 8  | 5,0 |
| 4    | Arnór Atlason            | Islande      | 39   | 66   | 59,1 % | 8  | 4,9 |
| 4    | Guðjón Valur Sigurðsson  | Islande      | 39   | 62   | 62,9 % | 8  | 4,9 |
| 4    | Håvard Tvedten           | Norvège      | 39   | 58   | 67,2 % | 6  | 6,5 |
| 7    | Ivan Čupić               | Croatie      | 36   | 53   | 67,9 % | 8  | 4,5 |
| 7    | Snorri Steinn Guðjónsson | Islande      | 36   | 56   | 64,3 % | 8  | 4,5 |
| 9    | Konstantine Igropoulo    | Russie       | 35   | 60   | 58,3 % | 6  | 5,8 |
| 10   | Róbert Gunnarsson        | Islande      | 34   | 44   | 77,3 % | 8  | 4,3 |

À noter qu'avec 27 buts marqués en 3 match, l'Ukrainien Sergiy Onufriyenko possède la meilleure moyenne de but.
| Rang | Joueur             | Sélection    | %      | Arrêts | Tirs | MJ | Moy. |
| ---- | ------------------ | ------------ | ------ | ------ | ---- | -- | ---- |
| 1    | Sławomir Szmal     | Pologne      | 38,9 % | 123    | 316  | 8  | 15,4 |
| 2    | Thierry Omeyer     | France       | 37,5 % | 113    | 301  | 8  | 14,1 |
| 3    | Mirko Alilović     | Croatie      | 36,2 % | 98     | 271  | 8  | 12,3 |
| 3    | Mattias Andersson  | Suède        | 35,9 % | 23     | 64   | 3  | 7,7  |
| 5    | Thomas Bauer       | Autriche     | 34,5 % | 20     | 58   | 6  | 3,3  |
| 6    | Johannes Bitter    | Allemagne    | 34,4 % | 67     | 195  | 6  | 11,2 |
| 7    | Martin Galia       | Rép. tchèque | 33,9 % | 59     | 174  | 6  | 9,8  |
| 7    | Silvio Heinevetter | Allemagne    | 33,9 % | 19     | 56   | 6  | 3,2  |
| 9    | Gennadiy Komok     | Ukraine      | 33,7 % | 28     | 83   | 3  | 9,3  |
| 10   | Kasper Hvidt       | Danemark     | 33,5 % | 59     | 176  | 7  | 8,4  |

| Rang | Joueur                | Sélection    | Total | Buts | Passes | MJ |
| ---- | --------------------- | ------------ | ----- | ---- | ------ | -- |
| 1    | Filip Jícha           | Rép. tchèque | 77    | 53   | 24     | 6  |
| 2    | Arnór Atlason         | Islande      | 66    | 39   | 27     | 8  |
| 3    | Nikola Karabatic      | France       | 65    | 40   | 25     | 8  |
| 4    | Viktor Szilágyi       | Autriche     | 57    | 34   | 23     | 6  |
| 5    | Kristian Kjelling     | Norvège      | 52    | 30   | 22     | 6  |
| 6    | Ivano Balić           | Croatie      | 51    | 27   | 24     | 8  |
| 7    | Konstantine Igropoulo | Russie       | 50    | 35   | 15     | 6  |
| 7    | Daniel Narcisse       | France       | 50    | 30   | 20     | 8  |
| 7    | Iker Romero           | Espagne      | 50    | 34   | 16     | 7  |